# Voyages à travers la France et l'Italie
Vous lisez un « article de qualité » labellisé en 2016.

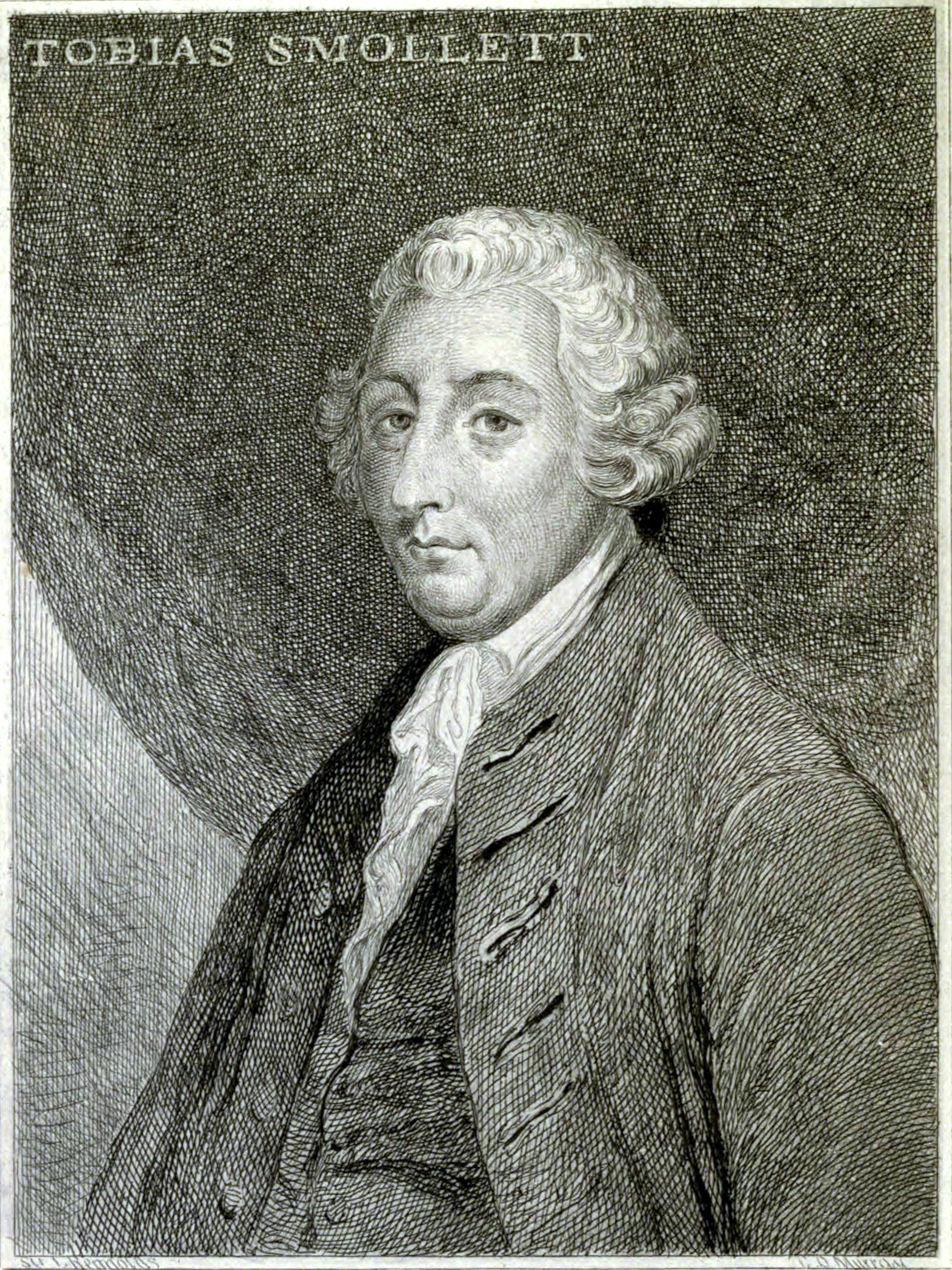
Portrait de Tobias Smollett.

Voyages à travers la France et l'Italie (Travels through France and Italy) est un récit de voyage en anglais de Tobias Smollett publié le 8 mai 1766.
Après avoir perdu leur unique enfant, Elizabeth, décédée à l'âge de quinze ans le 3 avril 1763, Tobias Smollett et Anne, son épouse, décident au mois de juin de quitter Londres, où ils résident, pour traverser la France, via Folkestone et Boulogne, en direction de Nice. Ils emmènent avec eux une nièce, Miss Anne Cury, une amie, Miss Frances Lassells, et le valet Alexander Tolloush. Le voyage dure deux ans, le quintette ne revenant qu'en juillet 1765. À l'exception d'une incursion en Italie de deux mois, le séjour se déroule en France, période durant laquelle Smollett entretient une correspondance régulière avec un groupe d'amis anglais, réels ou supposés, auxquels il fait part des péripéties de ses déplacements et des impressions que lui inspirent les contrées traversées.
Une fois de retour, comme il entend tirer le meilleur parti de son matériau et que les récits de voyage sont à la mode, Smollett reprend ses lettres une à une et leur ajoute quelques détails historiques et archéologiques puisés dans des guides de voyage consultés ou achetés au long de son périple, ce dont il ne fait nullement mystère. Ainsi, Voyages à travers la France et l'Italie paraît en deux volumes le 8 mai 1766. L'œuvre connaît aussitôt un franc succès auquel la notoriété de l'auteur n'est pas étrangère. Celui-ci avait en effet fait la une des journaux avec une condamnation pour diffamation en 1760 et, trois années plus tard, en soutenant seul contre tous dans son hebdomadaire The Briton, son compatriote écossais Lord Bute qui finit par abandonner le pouvoir, d'où un scandale auquel le départ de 1763 permet à Smollett de se soustraire.
Cependant, la célébrité n'expliquant pas tout, le public trouve dans l'ouvrage, grincheux, sardonique, satirique et relativement sombre, ample matière à flatter son amour-propre patriotique : l'Angleterre, victorieuse de la guerre de Sept Ans (1756-1763), traverse en effet une période d'euphorie francophobe, et les lecteurs se délectent des sarcasmes accablant les continentaux, surtout méditerranéens, gens décrits comme frivoles, sales, rapaces, futiles et efféminés, ridiculement préoccupés de leur parure, affligés de la tare du catholicisme romain, croqués comme les ressortissants de pays sous-développés au regard de la civilisation accomplie du peuple britannique.
Le succès, cependant, est de courte durée. En 1768, Laurence Sterne, déjà auréolé de la réussite de Tristram Shandy, fait paraître son Voyage sentimental où il présente la France avec une alacrité et une légèreté souriantes de tous les instants et moque un certain Smelfungus qui n'est autre que l'auteur de Voyages à travers la France et l'Italie. Désormais, Smollett devient le grincheux dont il faut se moquer, et la critique change de ton, dénonçant les excès de son jugement, l'outrance de ses généralisations, ignorant la justesse de la plupart de ses observations, l'acuité de son regard de reporter curieux, avisé et original d'esprit.
Opposer les deux ouvrages systématiquement reste vain aux yeux de la critique moderne qui voit dans l'ouvrage de Smollett une série d'observations livrées sur le vif, au fil de la plume, avec la fraîcheur d'un premier jet. L'auteur s'intéresse à tout, commente et disserte au fil de ses déplacements. De cet ensemble rayonne une personnalité complexe, parfois irritante, d'une mauvaise humeur plutôt touchante, car Smollett vibre à tout ce qui l'entoure, d'enthousiasme ou d'indignation, d'une brusquerie parfois pathétique. Il y a là l'affirmation d'une liberté d'opinion que rien ne peut édulcorer. À son insu et comme par hasard, Voyages à travers la France et l'Italie, se présente aussi comme une sorte de premier roman par lettres, contribuant de ce fait à l'élaboration de Humphry Clinker dont les voix polyphoniques des cinq correspondants se font écho, se superposent ou dissonent.
À une époque où la mer suscite plus de peur que d'attrait, le sud de la France, à l'exception de la Provence et du Languedoc, reste quasi inconnu du public anglais. Nice est sardo-piémontaise et, à l'écart des voies de circulation, n'est qu'une bourgade sans intérêt ; Voyages à travers la France et l'Italie, pendant ses deux années de franc succès, en devient le meilleur propagandiste, et c'est à ce titre que Smollett a été qualifié, pour l'avoir découverte et fait connaître au monde, d'« inventeur de ce qui est devenu la Côte d'Azur ».

## Genèse
Selon Viviès qui s'interroge en 1999 sur la portée du genre choisi par Smollett, « Le XVIIIe siècle, époque-charnière de la littérature anglaise qui voit naître et s'épanouir le roman, est aussi l'âge d'or du récit de voyage.  Les grands auteurs que sont James Boswell, Samuel Johnson, Laurence Sterne et Tobias Smollett n'ont cessé de feuilleter les pages du livre du monde tout en élaborant leur discours dans le monde des livres. Au point de rencontre entre le voir et le savoir, entre l'inventaire et l'invention, ces romans et récits de voyage dessinent un espace où tous les genres littéraires échangent et réinventent des formes dont la théorie critique contemporaine permet de saisir toute la plasticité et la modernité. »

### Ouvrage lié à la vie de l'auteur
Smollett a voyagé sur le continent six fois mais, à la différence de nombreux écrivains du XVIIe siècle tels Addison, Gray, Walpole, Sterne, Gibbon et Hume, qui tous ont rendu compte de leurs observations en détail, Smollett n'a laissé que très peu de traces de sa vie sur ces terres, alors lointaines, dans sa correspondance privée. Sur les cent huit lettres que compte la plus récente édition, seules sept complètes et un fragment y sont consacrés. En revanche, le périple et le séjour de 1763-1765 n'a pas connu le même sort ; sans doute est-ce dû au fait que l'ouvrage est intimement lié à la vie personnelle de son auteur. À quarante-deux ans, malade, épuisé par ses combats littéraires et politiques, ayant dû en février 1763 cesser dans l'agitation et les insultes la publication de l'hebdomadaire The Briton, où il soutenait la politique impopulaire de Lord Bute, Smollett devient, comme son épouse, inconsolable à la perte d'Elizabeth, leur unique enfant, jeune fille de quinze ans affectueusement surnommée Little Boss (« petite patronne »).
Partir, non pas s'exiler mais se dépayser, semble nécessaire pour raviver les corps, éloigner les tracas et atténuer le deuil qui les accable. Asthmatique, tuberculeux et hypocondriaque, Smollett espère que le soleil méditerranéen et la sécheresse de l'air lui rendront la respiration devenue difficile et que les bains, pourtant attaqués, du moins ceux de Bath, dans An Essay on the External Use of Water, redonneront du tonus à son organisme affaibli, deux objectifs réussis puisqu'il s'en reviendra en bien meilleure forme. La découverte de Nice, alors écartée du Grand Tour conduisant en France et en Italie les jeunes aristocrates frais émoulus de leurs humanités, petite ville d'environ 12 000 habitants selon les calculs du voyageur, est due à la recommandation d'un médecin rencontré par hasard qui en avait vanté les vertus climatiques pour leur devoir sa propre guérison de graves problèmes bronchiques.
D'autre part, la disparition d'Elizabeth ayant plongé Mrs Anne Smollett dans le plus profond désespoir, cette dernière « n'eut de cesse de prier son mari avec insistance pour qu'il l'éloignât d'un pays où chaque chose nourrissait son chagrin. »,.

### Un homme à bout

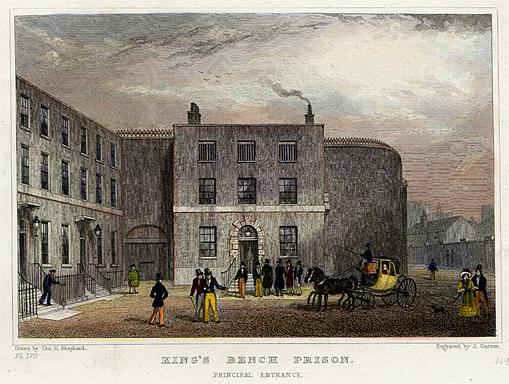
L'entrée de la Prison de King's Bench c. 1828, par Thomas Shepherd.

Thomas Seccombe fait remarquer que Smollett, qui n'avait ni mentor, ni pension, ni héritage ou propriété d'aucune sorte, a été l'un des premiers écrivains anglais à gagner sa vie à l'âge adulte entièrement par sa plume et que, dix années après son arrivée à Londres, il s'enorgueillissait de dépenser avec prodigalité et de « protéger » une foule d'auteurs dits de Grub Street, c'est-à-dire peu chanceux ou de moindre talent, sans grand respect pour ses propres comptes, ce qui le contraignait à contracter des emprunts répétés, les six ou sept cents livres sterling que ses écrits lui rapportaient annuellement ne suffisant pas à assurer ce somptueux quotidien. Poussé par le besoin de produire à nuits forcées, à diriger une revue littéraire, The Critical, un magazine généraliste, The British et un hebdomadaire politique, The Briton, ses opinions dénonciatrices, par exemple de la fainéantise d'un amiral, lui valurent des ennuis, en particulier trois mois, de novembre 1760 à février 1761, derrière les barreaux de la King's Bench Prison, assortis d'une amende de 100 £, somme considérable à l'époque. Puis vint la querelle avec un vieil ami, John Wilkes, c'est-à-dire toute une série de charges et de contrariétés qui finirent par avoir raison de son équilibre aussi bien physique que mental, dépression nerveuse tenace, catarrhes continuels, auxquels s'ajoutèrent la maladie de son épouse qu'il adorait et, coup final, la mort de l'enfant chérie du couple.

### Une corvée nécessaire
Ce n'est pas par plaisir que Smollett partit pour l'étranger, mais par seule nécessité. Outre les circonstances extraordinairement pesantes, la prescription des médecins avait été formelle : il fallait rejoindre le sud, un climat sec et ensoleillé ; mais le romancier s'en est aussi allé avec la ferme intention de tirer profit financier de ses pérégrinations, d'où les longues lettres descriptives écrites à chaque étape et adressées à ses amis docteurs ou autres familiers, pratiquement sans recul, avec des scènes et des conversations prises sur le vif. La destination prévue était Montpellier, considérée comme la meilleure villégiature de l'Europe du Sud, route que la paix de 1763 venait de rouvrir. Smollett avait déjà plusieurs fois voyagé à bord des vaisseaux de la Royal Navy comme chirurgien de marine. Ses expériences, en partie reprises dans Les Aventures de Roderick Random, avaient été rudes : tempêtes, punitions, spectacles de guerre, surtout le carnage de la désastreuse expédition de Carthagène. Il n'était donc guère prédisposé à regarder le monde d'un œil neutre ou à le décrire à l'eau de rose ; son état-d'esprit n'était pas celui d'un vacancier de passage, prêt à apprécier d'emblée la nouveauté des sons, des senteurs et des goûts. Gai et bonhomme en sa jeunesse, il avait peu à peu changé, au point que, lors de son retour en Écosse en 1755, sa mère avait peiné à le reconnaître, son « franc sourire rayonnant » remplacé par un « air sombre », ; même tempérament de feu, mais désormais porté à l'exaspération, plutôt grincheux, sardonique et critique. Tel Mr Jacob Brattle dans The Vicar of Bulhampton d'Anthony Trollope, Smollett avait tendance à ressasser les maux dont la fortune l'avait accablé, se trouvant dans un état que la médecine décrivait comme splénétique. Pour lui, le Grand Tour ne se présentait donc pas comme un privilège, mais une corvée nécessaire et, l'espérait-il, peut-être lucrative, mais dont les inconforts l'importunaient, ce qui en faisait d'emblée, comme l'écrit Thomas Seccombe, un advocatus diaboli tout disposé à ne rien apprécier.
Néanmoins, la magie du voyage n'est pas totalement absente du livre, c'est avec enthousiasme que sont décrits la Maison Carrée de Nîmes ou le pont du Gard ; le passage relatant l'entrée dans la cité éternelle, ou encore le détail des mets al fresco discutés dans la diligence ne sont pas loin du panégyrique. Les correspondants de Smollett appartenaient, pour la plupart, à la profession médicale et ils étaient surtout écossais ; parmi eux, John Armstrong, William Hunter, George Macaulay et John Moore, une autorité sur les voyages en Europe, auteur du roman Zeluco. Cela crée chez Smollett une propension à s'étendre sur les problèmes de santé, symptômes et humeurs, comme le faisait Fielding à propos de son hydropisie dans Le Journal d'un voyage de Londres à Lisbonne. Ainsi, et de bien d'autres façons, Voyages à travers la France et l'Italie donne de nombreuses clefs pour saisir la personnalité de son auteur : c'est l'œuvre d'un érudit, d'un observateur de l'histoire et de la géographie, d'un amoureux des étymologies qui aura permis de lexicaliser de nombreux termes étrangers dans la langue anglaise.

## Le texte
La première édition de Voyages à travers la France et l'Italie a été publiée le 8 mai 1766 par R. Baldwin de Paternoster Row à Londres ; elle se composait de deux volumes reliés en cuir, format in-octavo, vendus au prix de dix shillings. Les éditions modernes reprennent en général le texte de l'édition Clarendon publié en novembre 1979, incorporant toutes les corrections effectuées par Smollett après son retour, telles qu'elles figurent dans son manuscrit déposé à la British Library sous le numéro C. 45. D. 20. 21. Les variantes induites par ces corrections sont explicitées en notes dans l'édition Clarendon.

## Itinéraire et commentaires
Smollett se pose en narrateur, utilisant la première personne, singulière ou plurielle, selon qu'il se réfère à lui-même ou aussi à son entourage. Ainsi, ses envois ressortissent à trois genres, épistolaire, récit de voyage et autobiographique, cette dernière caractéristique se voyant relativement appuyée, tant les commentaires révèlent les humeurs et dessinent pas à pas un portrait de l'homme, alors malade, blessé, meurtri, bilieux et virulent. En revanche il garde un anonymat complet sur les destinataires de ses missives qui restent donc dans l'obscurité.

### Destinataires et enchaînement des lettres
Les lettres ne sont pas adressées à des destinataires nommés ; hommes ou femmes, ils ne sont représentés que par leur titre de politesse, qui peut être « Docteur », « Monsieur » ou « Madame », suivi ou non d'initiales, le plus souvent par des astérisques. Rien, dans le corps de chaque missive, ne peut laisser deviner leur identité, le texte se voulant entièrement et seulement descriptif. Généralement, la séquence chronologique est respectée, encore que certains envois se trouvent antidatés, comme la lettre XV, antérieure de dix-sept jours à la lettre XIV, ou encore la lettre XXXVIII, écrite à Turin le 18 mars 1765, alors que la précédente émane de Nice le 2 avril. Leur fréquence varie, mensuelle au début, parfois quotidienne à Paris, Lyon et Montpellier, puis irrégulière et, à Nice, souvent espacée ou au contraire concentrée, quelquefois bi-quotidienne. Les lettres se terminent sans touche personnelle par « Adieu » ou les formules de politesse conventionnelles « Votre humble serviteur » (Your humble servant) ou encore « Votre, etc. (Yours, etc.) », quelquefois « Sincèrement vôtre » (Yours sincerely), très rarement, comme dans la lettre XXIX, « Votre serviteur et ami » (Your servant and friend), ou, cas exceptionnel de la lettre XXX, pourtant adressée à un homme, « Bien affectueusement vôtre » (Yours, most affectionately), sans qu'il soit vraiment possible d'établir une hiérarchie de proximité entre le scripteur et les différents correspondants. Rarement, la première phrase rend compte d'une réponse — véridique ou non — reçue après le dernier envoi. Il s'agit vraisemblablement d'un procédé visant à introduire un nouveau sujet, comme lorsque dans la lettre XXVIII, Smollett écrit : « Vous me demandez d'être plus précis sur ce que j'ai vu à Florence, je vais donc vous satisfaire »,. Enfin, une lettre semble destinée à Smollett lui-même, celle où il décrit le voyage à Turin dans les plus rudes conditions ; considérant sa maladie et la fragilité de sa constitution, il est possible qu'il y ait intégré une correspondance restée inconnue.
Sans doute Smollett a-t-il gardé une copie de ses lettres avant de les poster. D'après Robert E. Kelley, certains des thèmes abordés se trouvent repris dans des missives personnelles adressées concomitamment à des amis, par exemple le 11 juillet 1763 dans son message à William Hunter où il déplore la retenue en douanes de sa malle de livres, alors que celles qui relatent les faits datent du 15 suivant et du 15 août de la même année. Les termes en sont pratiquement identiques et il est vraisemblable que les deux dernières ont été copiées sur la première. Il peut exister des différences cependant, certains épisodes ou détails se voyant omis dans les passages destinés à la publication. À l'inverse, une lettre privée envoyée au Dr Reed le 3 août résume en une phrase ce que le livre développe en un long exposé sur le retard des vergers par rapport à ceux de l'Angleterre, la raison en étant attribuée, alors même que le climat est plus doux, au manque chronique de méthode et aux façons désordonnées et maladroites des paysans locaux, dépourvus du soin (neatness) dont font preuve leurs homologues d'outre-Manche. Parfois, comme dans les environs de Nice, pour le même correspondant amateur d'antiquités, Smollett s'étend en privé sur la description de monuments en ruine, leurs matériaux ou les techniques de construction, alors que le livre se contente d'un bref résumé. Il existe donc une sorte de va-et-vient quasi permanent entre Smollett et certains de ses correspondants qui court en parallèle des échanges officiels destinés à la publication. Robert E. Kelley en conclut que les passerelles entre les deux courants ont forcément contribué à l'originalité de ce récit de voyage pas comme les autres, puisqu'il se démarque ostensiblement de la notion contemporaine qui considère que les voyageurs ne doivent en aucun cas avoir recours à la forme autobiographique.

### Calendrier des déplacements
- juin 1763 : départ de Londres pour Boulogne-sur-Mer
- juin-juillet : séjour à Boulogne
- juillet : départ pour Paris
- juillet-mi-octobre : séjour à Paris
- 13 octobre : départ de Paris pour le Midi
- mi-octobre-mi-décembre : séjour à Montpellier et ses environs
- 13 novembre : départ de Montpellier pour Nice
- 1764 : séjour à Nice
- septembre-novembre : départ de Nice, voyage en Italie et retour à Nice
- décembre 1764-juillet 1765 : second séjour à Nice
- 7 février 1765-18 mars 1765 : excursion à Turin et la campagne piémontaise, puis retour à Nice
- juillet 1765 : départ définitif pour l'Angleterre.

### Lieux et dates des envois
La répartition par lieux rend compte des déplacements de l'auteur, encore que nombre de lettres concernant l'Italie ont été datées de Nice, soit qu'elles aient été écrites après coup, soit que Smollett ait conservé le nom de la base plus ou moins permanente où lui parvenait son propre courrier.

#### Boulogne-sur-Mer (aller)
- Lettre I : Boulogne, 23 juin 1763
- Lettre II : Boulogne, 15 juillet 1763
- Lettre III : Boulogne, 15 août 1763
- Lettre IV : Boulogne, 1er septembre 1763
- Lettre V : Boulogne, 12 septembre 1763

#### Paris et Lyon
- Lettre VI : Paris, 12 octobre 1763
- Lettre VII : Paris, 12 octobre 1763
- Lettre VIII : Lyon, 19 octobre 1763

#### Montpellier
- Lettre IX : Montpellier, 5 novembre 1763
- Lettre X : Montpellier, 10 novembre 1763
- Lettre XI : Montpellier, 12 novembre 1763

#### Nice
- Lettre XII : Nice, 6 décembre 1763
- Lettre XIII : Nice, 15 janvier 1764
- Lettre XIV : Nice, 20 janvier 1764
- Lettre XV : Nice, 3 janvier 1764
- Lettre XVI : Nice, 2 mai 1764
- Lettre XVII : Nice, 2 juillet 1764
- Lettre XVIII : Nice, 2 septembre 1764
- Lettre XIX : Nice, 10 octobre 1764
- Lettre XX : Nice, 22 octobre 1764
- Lettre XXI : Nice, 10 novembre 1764
- Lettre XXII : Nice, 10 novembre 1764
- Lettre XXIII : Nice, 19 novembre 1764
- Lettre XXIV : Nice, 4 janvier 1765
- Lettre XXV : Nice, 1er janvier 1765 (départ pour Gênes)
- Lettre XXVI : Nice, 15 janvier 1765
- Lettre XXVII : Nice, 28 janvier 1765 (départ pour Pise et Florence)
- Lettre XXVIII : Nice, 5 février 1765
- Lettre XXIX : Nice, 20 février 1765 (départ pour Sienne)
- Lettre XXX : Nice, 28 février 1765 (à Rome)
- Lettre XXXI : Nice, 5 mars 1765
- Lettre XXXII : Nice, 10 mars 1765
- Lettre XXXIII : Nice, 5 mars 1765
- Lettre XXXIV : Nice, 2 avril 1765 (le Vatican)
- Lettre XXXV : Nice, 30 mars 1765 (Retour, via Pise, Florence, Turin)
- Lettre XXXVI : Nice, 23 mars 1765
- Lettre XXXVII : Nice, 2 avril 1765

#### Turin
- Lettre XXXVIII : Turin, 18 mars 1765 (Turin)

#### Aix-en-Provence et Boulogne-sur-Mer (retour)
- Lettre XXXIX : Aix-en-Provence, 10 mai 1765.
- Lettre XL : Boulogne-sur-Mer, 23 mai 1765.
- Lettre XLI : Boulogne-sur Mer, 13 juin 1765.

### Au gré des étapes

Pérégrinations des Smollett lors de leur voyage en France et en Italie.

La route jusqu'à Douvres est rude. Smollett peste contre l'auberge The Dover Road : prix exorbitants, chambres glacées (iced), méchants lits peu nets (paultry [sic] and frowzy), cuisine exécrable, vin digne d'un poison (poison wine), service incompétent, propriétaire insolent, pas une goutte de liqueur de malt disponible qui soit digne de ce nom, un véritable « repaire à voleurs » (den of thieves).

#### Boulogne-sur-Mer
Dès l'arrivée à Boulogne après le passage en cotre au départ de Folkestone qui, outrageusement, revient à sept guinées, sans compter les extras, Smollett se mue en reporter et les lettres descriptives se multiplient, l'ensemble en comptant quarante-et-une et formant quatre groupes : la lettre I décrit le trajet entre Londres et Douvres, puis, de la lettre II à la lettre V, c'est Boulogne et ses habitants qui monopolisent la plume, focalisée sur l'âcre puanteur des lieux et les préjugés ambiants ; de VI à XII est traité le périple de Boulogne à Nice, en passant par Paris via Montreuil, Amiens, Clermont, soit 156 milles anglais (252 km) dont les trente-six derniers (52 km) sur des routes pavées, puis Lyon, Nîmes et Montpellier ; le troisième groupe, de XIII à XXIV, est dévolu à la ville de Nice et aux Niçois ; enfin, le quatrième ensemble, XXV-XLI, décrit l'excursion de deux mois en Italie, puis le retour en Angleterre où les voyageurs reviennent en juillet 1765.
Les commentaires relatifs à Boulogne occupent donc la totalité des quatre lettres (II-V) qui servent d'introduction au voyage à venir. Elles familiarisent le lecteur avec le milieu et révèlent la détermination à la fois résolue et efficace qu'a Smollett de ne pas se contenter de la surface des choses. Boulogne, possession de la couronne pendant une courte période du règne d'Henri VIII, demeurait depuis longtemps négligée par les Britanniques, seulement représentés par trois petites « colonies » tenues respectivement par des nonnes, des jésuites et des jacobites. Quelques jeunes anglaises fréquentaient des couvents français, en tout peut-être une dizaine de familles venues de Grande-Bretagne en résidence. Pourtant, certains hommes illustres y habitèrent, Adam Smith, peu après le passage de Smollett, John Moore, physicien écossais, et Charles Churchill, poète satirique pris à partie par The Briton et ayant trouvé refuge chez son ami Wilkes ; le voyageur Philip Thicknesse, ami du peintre Gainsborough, de même que Thomas Campbell, l'un des fondateurs, avec Henry Brougham, de l'Université de Londres, qui y avait acheté une maison rue Saint-Jean, sont également connus pour avoir honoré la ville. Enfin, le cimetière anglais comprend nombre de sépultures abritant d'illustres personnages venus d'outre-Manche, Sir Basil Montagu, Sir (Nicholas) Harris Nicolas GCMG KH, Smithson Tennant, Sir William Ouseley, Sir William Hamilton, Sir C. M. Carmichael, etc.
Smollett avait donc de bonnes raisons pour s'attarder sur la ville dont il décrit les vieux quartiers médiévaux tel un érudit, capable de disserter sur l'encyclopédiste antique Celsus ou sur Hippocrate et de découvrir certaines étymologies savantes, comme celle de wheatear (« cul-blanc » ou « motteux ») et samphire (« salicorne »). D'ailleurs, il s'acharne tel un homme de sciences — ce qu'il est puisqu'il a étudié la médecine — à respecter l'exactitude des faits racontés, comme en témoignent les corrections effectuées en marge des manuscrits pour l'édition de 1766 ; le style est amélioré par des changements de verbes, des tournures en inversion, des corrigenda topographiques. Cette minutie va à l'encontre de nombre de guides de voyage qui décrivent la ville comme « dépourvue de quoi que soit de remarquable ». Smollett, lui, prête attention à tout, passant en revue la contrebande, un banquet boulonnais typiquement français, amusant et vivant ; il est choqué cependant — mais ce sentiment se répète pratiquement tout au long de son voyage —, par le manque d'hygiène, la propreté très relative, les effluves « pires que celles d'Édimbourg », la sauvage habitude de boire dans un pichet où peut-être dix bouches sales ont trempé leurs lèvres.
Deux incidents ont particulièrement marqué ce séjour de presque trois mois : d'abord, l'intercession de l'ambassadeur à Paris, le comte de Hertford, qui permit à Smollett de récupérer ses livres, qui avaient été saisis par la douane sous le chef d'insulte à la religion du pays et envoyés par mer à Bordeaux ; ensuite, une rencontre avec le général Patterson, Écossais affable au service du roi de Sardaigne, qui confirma ensuite que c'était bien sur la recommandation d'un médecin anglais que le climat de Nice avait été préféré à celui de Montpellier, « bien meilleur pour tous les désordres de poitrine »,.
Fort de cette observation, Smollett loue une berline à quatre chevaux pour quatorze louis et, le cœur gros, s'en va vers Paris, se demandant auprès de son bon ami le Dr Moore s'il en reviendra jamais, tant « sa santé est précaire »,.

#### De Boulogne à Paris
Le trajet entre Boulogne et Paris est mené sans s'attarder. Smollett s'irrite de l'indifférence que portent les aubergistes français à leurs clients ; à l'exception de deux tenanciers qui se montrent corrects, les autres lui semblent atteints de démence sénile (dementia). Paris lui paraît rétréci par rapport à sa précédente visite d'il y a quinze ans. Les appartements sont sombres et sales, Versailles y compris, bien loin du légendaire confort britannique. Tandis qu'il déambule dans les rues dont les monuments et les scènes suscitent son amusement, il se forge une idée du caractère français, un paradigme de la dépréciation, son humeur atrabilaire et grincheuse toujours en verve et ses pages de plus en plus caustiques : le Français n'est qu'un petit-maître, voué à la curiosité impertinente, la sotte vanité, la gloutonnerie et le libertinage, :
« If a Frenchman is capable of real friendship, it must certainly be the most disagreeable present he can possibly make to a man of a true English character, You know, Madam, we are naturally taciturn, soon tired of impertinence, and much subject to fits of disgust. Your French friend intrudes upon you at all hours: he stuns you with his loquacity: he teases you with impertinent questions about your domestic and private affairs: he attempts to meddle in all your concerns; and forces his advice upon you with the most unwearied importunity: he asks the price of every thing you wear, and, so sure as you tell him undervalues it, without hesitation: he affirms it is in a bad taste, ill-contrived, ill-made; that you have been imposed upon both with respect to the fashion and the price; that the marquise of this, or the countess of that, has one that is perfectly elegant, quite in the bon ton, and yet it cost her little more than you gave for a thing that nobody would wear. If there were five hundred dishes at table, a Frenchman will eat of all of them, and then complain he has no appetite. This I have several times remarked. […] [a] petit maitre ate of fourteen different plats, besides the dessert; then disparaged the cook, declaring he was no better than a marmiton, or turnspit. »
« Si un Français est capable d'amitié véritable, c'est sûrement le cadeau le plus déplaisant qu'il puisse faire à un Anglais authentique. Vous savez, Madame, que nous sommes naturellement taciturnes, vite excédés par l'insolence et fort sujets aux crises de dégoût. Votre ami français vient s'imposer à toute heure : il vous assomme de son bavardage, vous importune de ses questions impertinentes sur vos affaires familiales et privées, essaie de se mêler de vos soucis et vous impose ses conseils avec le plus inlassable sans-gêne. Il demande le prix de chacun de vos vêtements et pour peu que vous lui répondiez, il le déprécie sans scrupule : il soutient qu'il est de mauvais goût, mal tissé et mal monté, qu'on vous a trompé doublement, car il n'est ni à la mode ni à ce prix, que celui de la marquise de ceci ou de la duchesse de cela est parfaitement élégant, tout à fait dans le bon ton et qu'il lui a pourtant coûté un peu moins cher que vous n'avez payé celui que personne ne voudrait mettre. Y aurait-il cinq cents plats sur table, le Français les goûterait tous pour se plaindre ensuite qu'il n'a pas d'appétit […] [un] petit-maître mangea de quatorze plats différents sans compter le dessert, avant de dénigrer le cuisinier qui selon lui, n'était qu'un marmiton ou un tourne-broche. »
Une telle caricature, d'ailleurs précédée du portrait du Français obsédé par la conquête de « votre épouse » ou, à défaut de « votre sœur, ou fille ou nièce », doit être replacée dans son contexte historique : l'Angleterre traverse une période de francophobie sans cesse exacerbée par les luttes militaires entre les deux pays. Des aristocrates comme Walpole, Gibbon et Chesterfield possédaient le bagage intellectuel pour considérer la France d'un point de vue cosmopolite, reconnaissant sa prédominance dans le concert des nations ; mais pour des patriotes bon teint tels que Hogarth ou Smollett, l'exagération ne semble pas incongrue, au contraire, elle constitue une réaction naturelle et appropriée. Aussi ces passages ont-ils vocation à flatter le préjugé ambiant tel qu'il est constamment relayé par les périodiques contemporains. À sa décharge, Smollett, Écossais ayant fait allégeance à la couronne britannique, éprouvait pour sa nouvelle patrie un amour convaincu, dont la méfiance envers la France restait l'un des principes constitutifs. D'ailleurs, il avait déjà déployé sa verve satirique à cet effet dans sa pièce The Reprisal: or, The Tars of Old England de 1757. De plus, venu d'un pays calviniste où, écrit Seccombe, « une dose de tartufferie était une condition nécessaire de la respectabilité »,, « il reproduit l'erreur habituelle des Anglais incapable de déceler chez le Français l'aptitude à cacher nombre de ses qualités »,.
Sa caricature atteint sans doute ses sommets lorsqu'il entreprend de moquer les coiffures de la période, révélant du même coup en en retraçant l'historique, l'étendue de son érudition. Il reprend en effet les chroniqueurs anciens qui évoquent le crine profuso et barba demissa des reges crinitos, soit des derniers Mérovingiens : Neque regi aliud relinquebatur, quam ut regio tantum nomine contentus crine profuso, barba summissa (« Rien d'autre ne restait au roi que son titre, sa crinière flottant au vent et sa longue barbe »). En ce temps-là, explique Smollett, les cheveux longs étaient la marque du droit à la succession, l'affirmation de la race des rois, alors qu'être tondu marquait l'esclave et que même sous les Carolingiens, raser un prince valait barrage au trône.

#### De Paris à Nice
Smollett décide de voyager en poste de Paris à Lyon, ce qui prend cinq jours et lui coûte 30 guinées. Il a privilégié l'itinéraire le plus long, via Auxerre et Dijon, soit 330 milles, alors que la direction de Nevers et Moulins aurait été plus rapide et moins chère. Les deux routes divergeaient à partir de Fontainebleau, la première en direction de Moret et la seconde de Nemours. Ce choix est motivé par l'intérêt que porte le voyageur au monde de la paysannerie et, en particulier, aux cultivateurs de la vigne, le spectacle des vendanges en Bourgogne valant bien le détour. Ses portraits de paysans dans les régions les moins fertiles annoncent ceux que Arthur Young fera entre 1787 et 1789 des « allégories décharnées de la famine » (gaunt emblems of famine) : de fait, Smollett constate que l'agriculture française est restée archaïque, à l'égard des progrès accomplis en Grande-Bretagne. « J'ai vu, écrit-il, un paysan labourant la terre avec sous le même joug, un baudet, une vache cachectique et un bouc »,.

##### Lyon

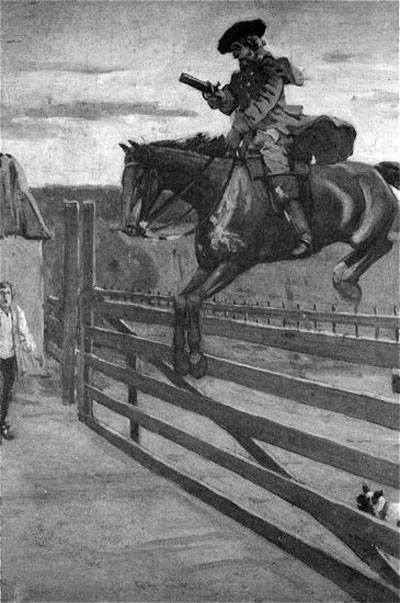
Dick Turpin et sa monture, à la barrière de péage de Hornsey, près de Londres, illustration pour le roman Rookwood de William Harrison Ainsworth (1849).

Il avoue qu'il est d'humeur irascible, du fait, se justifie-t-il, du mauvais temps et par peur d'une crise d'asthme menaçante. Ses habits s'accordent avec la morosité intérieure, « blouse de deuil grise sous un grand manteau ample, une petite perruque non poudrée, un large chapeau galonné et un visage maigre, ridé et maussade »,. À Lyon, il loue une berline à trois mules avec un voiturier appelé Joseph qui s'en retourne en Avignon. Joseph donne toute satisfaction par sa fidélité, à vrai dire, le seul Français que Smollett se rappellera avec satisfaction. Pourtant, et là se rencontrent les aléas de ce voyage, il se trouve être un ancien criminel ayant purgé sa peine et qui, à la vue d'un squelette se balançant au vent balayant un gibet près de Valence, se prend à raconter son histoire, ainsi intercalée dans le récit épistolaire : compagnon des brigands de grand chemin les plus dangereux que la France ait connus, puis leur plus farouche ennemi, le Dick Turpin français, un Mandrin de la légende,. La nourriture française n'est guère propice au bien-être digestif du voyageur : l'ail l'empoisonne ; les petits volatiles à-moitié cuits suscitent son dégoût ; la quantité de mets qu'avale le peuple, même les plus pauvres d'apparence, lui est choquante.

##### Nîmes et Montpellier

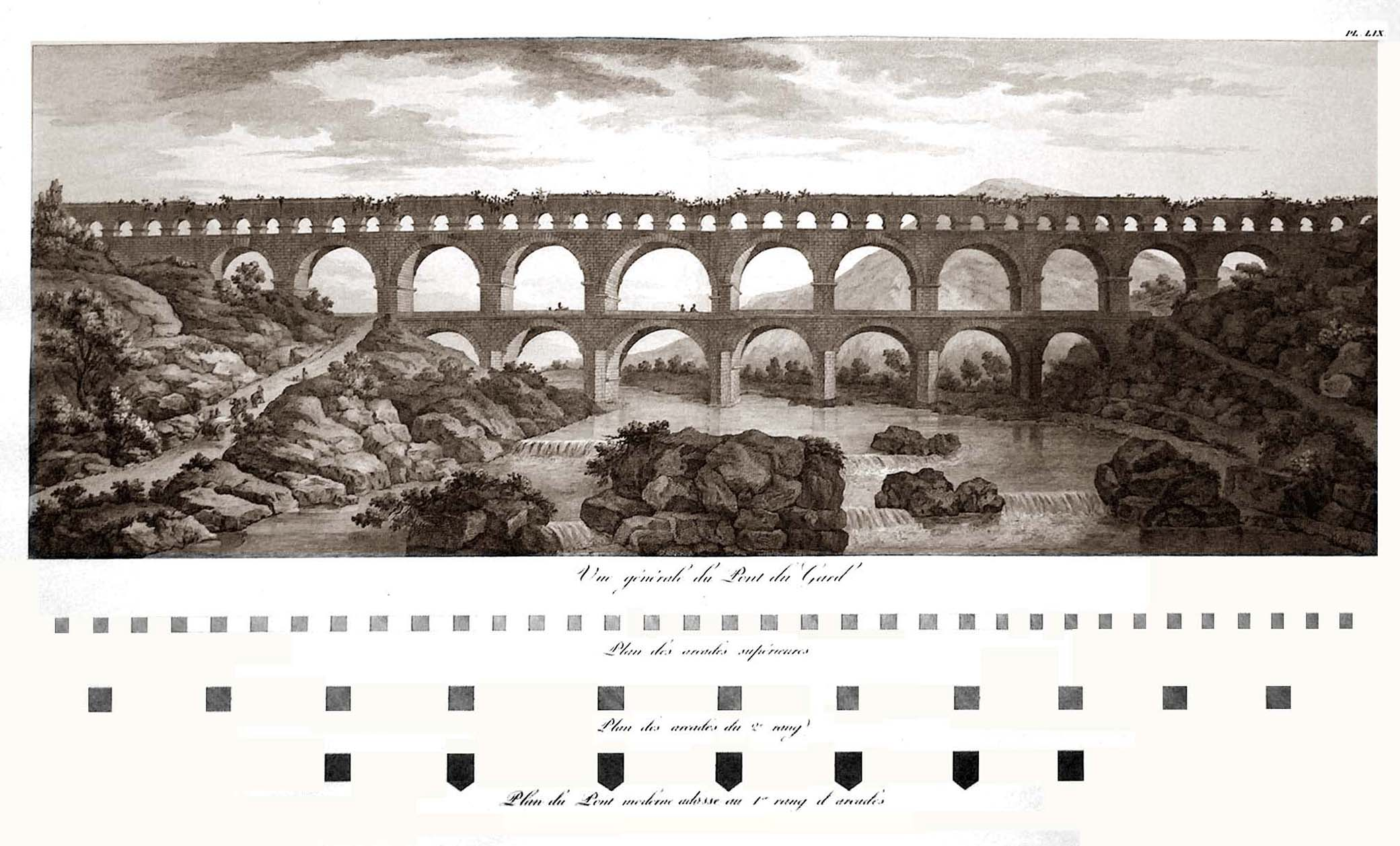
Pont du Gard en 1804, par C.L.-Clérisseau, très dégradé.

L'été n'est pas loin et le ton change avec l'humeur des beaux jours : les paysages se font plus enchanteurs, quelques pique-niques au bord des rivières, surtout sous les arches du pont du Gard que Smollett aimerait répéter chaque année, car il éprouve une admiration enthousiaste pour le monument, à l'égal de son attachement à la Maison carrée. Lyon est déjà loin, car les voyageurs ont pris la route de Montpellier, peut-être la destination finale, tant est grande la réputation de la ville : comme Toulouse, Tours ou Turin, elle passe pour bénéficier d'un climat réparateur pour les santés fragilisées des Anglais ; de plus, cité de médecine et de droit reconnue, elle attire naturellement le chirurgien écossais qu'est Smollett et, autre avantage non négligeable à ses yeux, elle rivalise avec Nîmes comme capitale du protestantisme dans le sud de la France. Souvent décrite dans les plus prestigieux récits de voyage, ceux de John Evelyn (1620-1706), de Burnet, des deux Young, Edward et Arthur, et aussi de Sterne, elle attire les visiteurs d'outre-Manche dont certains s'y fixent volontiers. Smollett, cependant, a un projet bien précis, rencontrer un spécialiste de renom appelé par d'enthousiastes admirateurs « le Boerhaave de Montpellier », le docteur Antoine Fizes, une « lanterne » de la médecine, qu'en définitive le patient n'apprécie guère, son âge, son dos voûté, les honoraires démesurés, six livres, c'est-à-dire environ un écu, tel qu'il s'est stabilisé après la réforme monétaire de 1734,. Selon le docteur Norman Moore, que cite Seccombe, le diagnostic était correct, tubercules in the lungs, soit la tuberculose, assez peu virulente puisqu'elle laissera sept années de répit au patient et sans doute atténuée par le choix de Nice comme lieu principal de résidence, au climat moins brutal que celui de Montpellier.
Traverser le Rhône obligerait à passer par Avignon, ce qui implique un détour par le nord ; il est également possible d'emprunter un pont de bateaux reliant Beaucaire à Tarascon : en définitive, les voyageurs décident à la mi-novembre de passer par Orgon, Brignoles et Le Muy, la Méditerranée s'ouvrant à leur regard à Fréjus ; l'étape du Muy a été gâchée par une controverse stérile, racontée dans ses moindres détails, avec un tenancier d'auberge, également maître de poste : il fait froid, la neige est fondante, Smollett s'embrouille dans le paiement d'une chaise de poste, le ton s'envenime, le consul n'y peut mais, les passagers sont installés à bord de la voiture, mais sans mules ni postillon, et cela se termine par une totale déconfiture que Smollett, puisqu'il se voit obligé au soir tombant d'en passer par les conditions du propriétaire des lieux, qualifie de « mortification ».

##### Nice

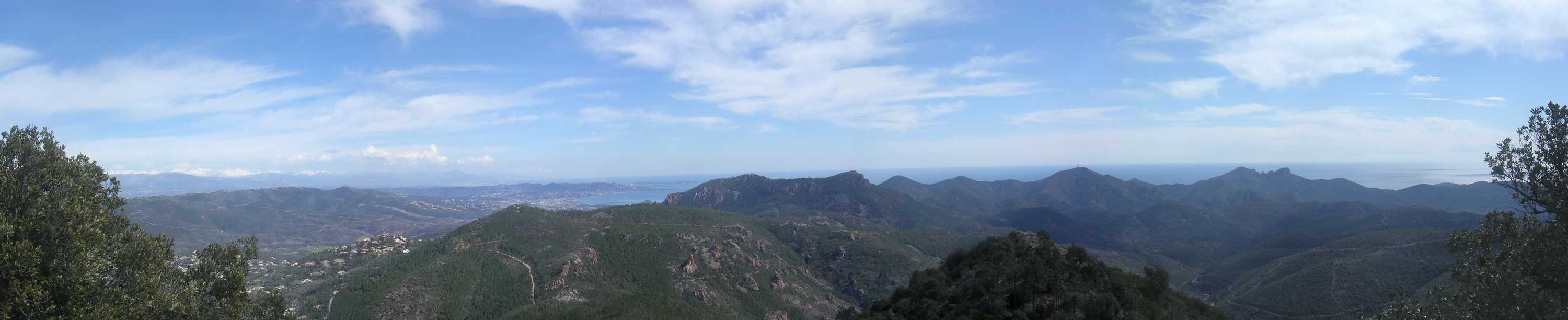
Panorama sur l'Estérel.

Après la traversée du Var, l'ensoleillement, les contours de l'Estérel, la belle ordonnance du petit village de Cannes (neat village) et les premières visions de Nice changent l'humeur du patient qui se laisse aller à la dolcezza de la côte illuminée s'étendant d'Antibes à Lerici et s'exclame, :
« When I stand upon the rampart, and look round me, I can scarce help thinking myself enchanted. The small extent of country which I see, is all cultivated like a garden. Indeed, the plain presents nothing but gardens, full of green trees, loaded with oranges, lemons, citrons, and bergamots, which make a delightful appearance. If you examine them more nearly, you will find plantations of green pease ready to gather; all sorts of sallading, and pot-herbs, in perfection; and plats of roses, carnations, ranunculas, anemonies, and daffodils, blowing in full glory, with such beauty, vigour, and perfume, as no flower in England ever exhibited. »
« Quand je monte sur les remparts et que je regarde autour de moi, je crois vraiment à un enchantement. La petite campagne qui s'étend sous mes yeux est toute cultivée comme un jardin : d'ailleurs on ne voit dans la plaine que des jardins pleins d'arbres verdoyants, chargés d'oranges, de citrons, de cédrats et de bergamotes qui font un charmant tableau. En s'en approchant, on y trouve des carrés de petits-pois bons à cueillir, toutes sortes de légumes magnifiques et de plates-bandes de roses, d'œillets, de renoncules, d'anémones et de jonquilles dans tout leur éclat et ayant plus de beauté, de vigueur et de parfum qu'aucune fleur jamais vue en Angleterre. »
L'attention à l'environnement s'explique aussi par le projet qu'entretient Smollett de s'essayer à une monographie consacrée à l'histoire naturelle, la topographie, les monuments anciens de la région et, en particulier, de sa capitale. Cependant, explique Seccombe, il reculera devant la tâche, sa documentation et ses sources s'avérant insuffisantes et, de fait, comportant des lacunes « dont un quart ferait rougir le rédacteur d'un guide de facture plus moderne »,.
La lettre XV contient quelques réflexions sur le duel, sujet fréquemment abordé dans la littérature du XVIIIe siècle, par exemple par Boswell et Johnson ou encore par Tom et le lieutenant au livre VII de Tom Jones de Fielding ; il se réfère en particulier au sermon de Johnson sur le sujet, décrivant la manière dont le général Oglethorpe a pu éviter en 1716 de se battre contre le Prince Eugène dont il était l'aide de camp : assis à table en sa compagnie, le prince prit une coupe de vin, puis d'un coup de fouet en fit gicler une partie au visage du général. Oglethorpe, les yeux rivés sur l'offenseur mais le sourire aux lèvres, s'exclama : « Prince, c'est-là une bonne plaisanterie, mais nous faisons mieux en Angleterre » et, sur ce, l'arrosa du contenu de son verre ; un vieux général présent à leurs côtés dit alors : « Il a fort bien fait, mon Prince, vous aviez commencé », et tout se termina dans la bonne humeur,.
Nice possède un port actif où Smollett aime à se promener, attiré qu'il est par tout ce qui touche à la mer et la marine, ce qui lui rappelle son service comme assistant-chirurgien sur le HMS Cumberland. Là se trouvent à quai des galères que surveille la police navale de Sa Majesté Sardinienne. Découvrir parmi les rameurs un sujet britannique lui inspire à la fois « horreur et compassion », et apprendre que certains d'entre eux sont des volontaires suscite une infinie amertume quant au sort de l'humanité. Sont-ils traités, cependant, avec encore moins d'égard que les marins anglais de l'époque, souvent volontaires enrôlés de force et à vie, soumis à la férule de commandants tels que les Oakum et Whiffle de Roderick Random, rien n'est moins sûr. Pourtant, lors du retour, dans la lettre XXXIL datée du 10 mai 1765 et écrite à Aix-en-Provence, des observations plus sereines seront faites sur le même sujet à propos d'une visite au port de Marseille :
« The gallies, to the number of eight or nine, are moored with their sterns to one part of the wharf, and the slaves are permitted to work for their own benefit at their respective occupations, in little shops or booths, which they rent for a trifle. There you see tradesmen of all kinds sitting at work, chained by one foot, shoe-makers, taylors, silversmiths, watch and clock-makers, barbers, stocking-weavers, jewellers, pattern-drawers, scriveners, booksellers, cutlers, and all manner of shop-keepers. They pay about two sols a day to the king for this indulgence; live well and look jolly; and can afford to sell their goods and labour much cheaper than other dealers and tradesmen. At night, however, they are obliged to lie aboard. »
« Les galères, au nombre de huit ou neuf, sont amarrées la poupe contre le quai ; les esclaves peuvent travailler pour leur propre compte, chacun selon son métier, dans de petites échoppes qu'ils louent pour presque rien. On y voit des artisans de toutes sortes qui travaillent assis, enchaînés par un pied, cordonniers, tailleurs, orfèvres, horlogers, barbiers, tricoteurs de bas, bijoutiers, dessinateurs, écrivains publics, libraires, couteliers et boutiquiers en tout genre. Chaque jour, ils paient quelque deux sols au roi pour son indulgence, ils vivent bien, ils ont l'air gai et leur situation leur permet de vendre leurs marchandises ou leur labeur bien moins cher que les autres commerçants. La nuit, pourtant, ils doivent rentrer  coucher à bord. »

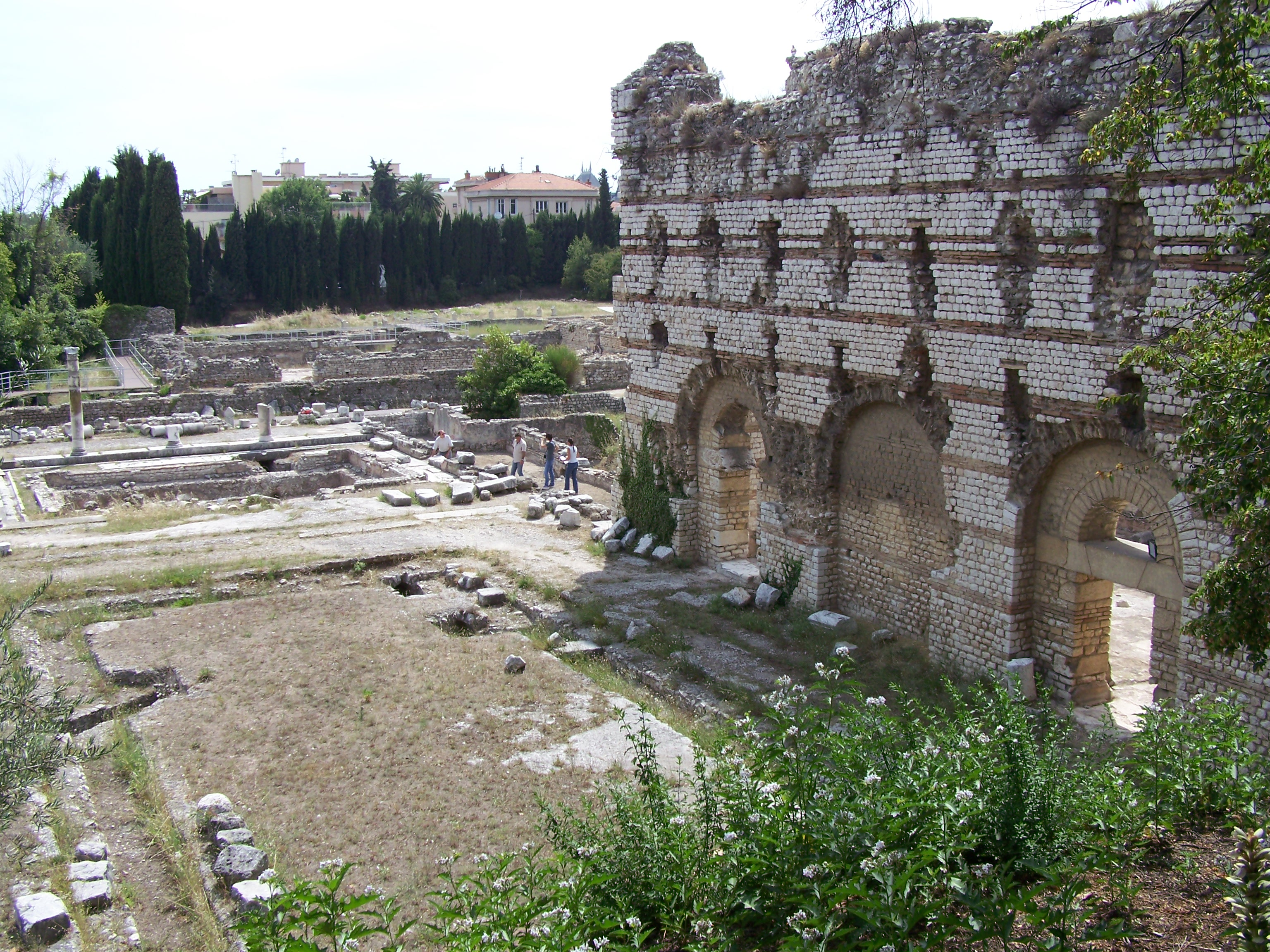
Thermes romains de Cimiez.

Après quelques digressions, Cimiez, que Smollett appelle « Cemenelion » d'après sa racine grecque, et ses vestiges romains, des commentaires sur les « Nissards » dont la noblesse est pauvre malgré ses deux carrosses et qu'il suspecte d'entretenir des mœurs dépravées, conséquence de son oisiveté et de sa religion, considérée comme « un inépuisable fonds de divertissement » (never failing fund of pastime), les voyageurs prennent la route de l'Italie pour des vacances d'automne à Florence et Rome, le retour à Nice étant prévu au début de l'hiver.

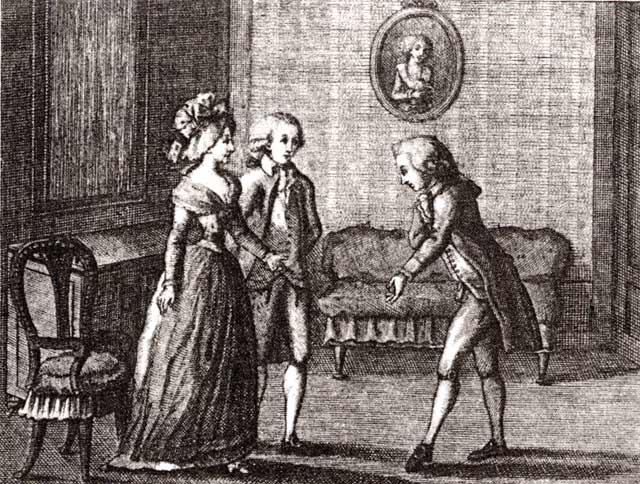
Luigi Ponelato, Il cicisbeo, estampe par Luigi Pomenato illustrant l'opéra du même nom de Carlo Goldoni, 1790.

À Nice déjà, mais le sujet sera repris lors des vacances italiennes, Smollett, l'un des premiers auteurs de langue anglaise à l'avoir abordée, commente assez longuement la pratique de la Sigisbeatura (le « sigisbéisme »), c'est-à-dire le rôle joué par le sigisbée, ce chevalier servant, comme il était appelé à Venise, qui, dans la noblesse de l'Italie du XVIIIe siècle, accompagne officiellement et au grand jour une dame mariée avec un autre homme. Giuseppe Parini, son contemporain, l'a certes moquée dans Il Giorno (La Journée) (1763) et Il Mezzogiorno (1765), mais ce n'est qu'un siècle plus tard que les auteurs s'en sont vraiment emparés, Madame de Staël, Stendhal, Byron et ses biographes, alors que l'institution était quasi moribonde. Lui la contemplait à son zénith, d'autant plus avidement que la curiosité puritaine des Anglais s'éveillait aux croustillantes habitudes exotiques, le harem des Turcs, par exemple, qu'a décrit Lady Mary Montagu dans ses Lettres turques (Turkish Embassy Letters), d'ailleurs commenté par Smollett en 1763,.

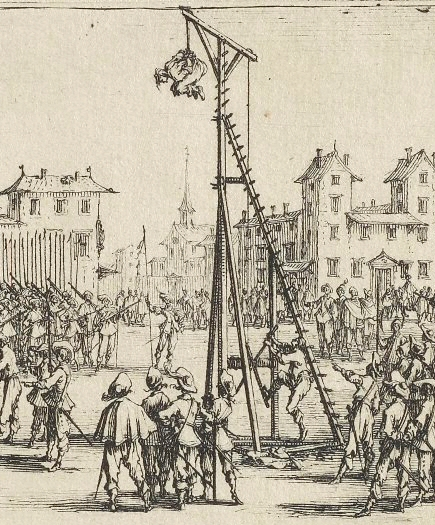
L'estrapade, eau-forte par Jacques Callot (1633).

Parmi les sujets abordés lors du long séjour à Nice, il en est un autre qui l'étonne, sans trop le choquer d'ailleurs, la cruauté du châtiment infligé aux coupables ou présumés tels, le strappado, soit l'estrapade, qu'il décrit comme plus sévère encore que les tortures de l'Inquisition. Épicurienne est sa description du marché et de ses senteurs ; comique celle de la chasse aux petits oiseaux, ce qui explique leur rareté ; beaucoup est dit sur la culture du ver-à-soie, la pêche à la sardine et au thon, la culture des olives et l'industrie de leur huile ; scientifiques se font ses relevés systématiques des températures qu'il mesure avec deux thermomètres, l'un à alcool, l'autre à mercure ; enfin, ses commentaires à la fois amusés et érudits sur les innombrables festa et jeux (mummeries) dont se délectent les habitants le conduisent à une longue digression sur les feriae de la Rome antique.

### Italie

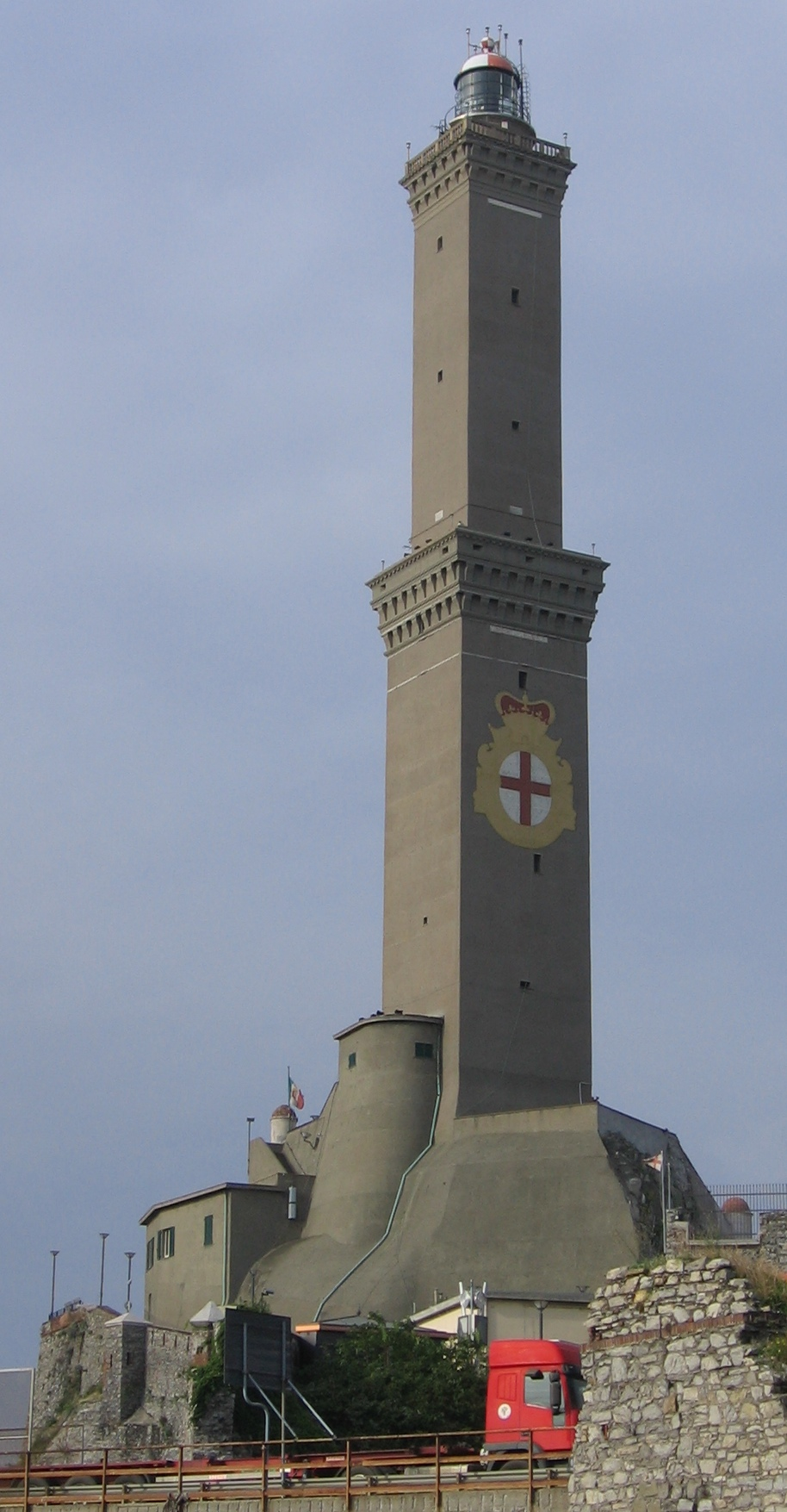
Tour de la lanterne à Gênes.

Plutôt que d'emprunter la route, Smollett choisit la mer pour gagner Livourne (Leghorn) : le choix était vaste entre la felouque, la tartane, utilisée par Addisson en décembre 1699 au départ de Marseille, ou la gondole, avec quatre rameurs et un barreur, embarcation finalement retenue pour neuf sequins, soit quatre louis et demi, prix élevé pour l'époque, considérant qu'un louis est à peu près égal à une livre sterling. Quelques tribulations au large de Monaco, de San Remo, de Noli et ailleurs, et les passagers parviennent à destination pour bientôt grimper allègrement les 172 marches menant à la première terrasse de la Tour de la lanterne, spectaculaire symbole de la ville reconstruit en 1543 et s’élevant sur un rocher de 40 m de haut, soit à 117 m au-dessus du niveau de la mer.

#### Gênes

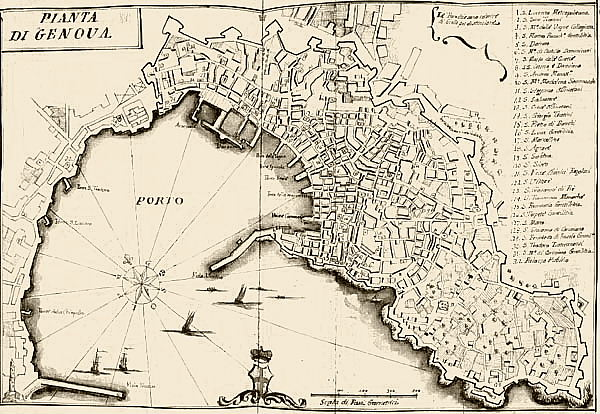
Le port de Gênes au XVIIIe siècle.

Smollett arrive à Gênes à un moment propice pour l'observateur caustique qu'il est : la république de Gênes, menée par un adolescent de dix-sept ans, Giovan Battista Perasso ou Giambattista Perasso, dit Balilla, avait lancé l'insurrection contre l'occupant austro-sarde le 5 décembre 1746 et s'était libéré de son joug. En 1768, soit à peine plus de vingt années plus tard, la souveraineté de l'État était cédée à titre « provisoire » à l'île de Corse, émancipée de sa tutelle depuis 1755 en république indépendante sous le commandement de Pascal Paoli.
L'aristocratie, déjà mortifiée par la sécession d'avec l'Autriche, se voit humiliée par cette nouvelle avanie, et Smollett a beau jeu de la dépeindre repliée sans le sou dans ses palais de marbre : « Si un noble génois donne une réception une fois par trimestre, on dit qu'il en mange les miettes tout le reste de l'année »,.
En passant, quelques piques à double tranchant, par exemple, sur la supériorité de ces reclus sur leurs homologues français jetant leur argent en vêtements efféminés ou repas à cent plats dont la moitié destinée au rebut ; eux savent vivre de peu pour embellir leur ville d'églises et de palais témoignant de leur goût et de leur piété, mais restent affligés d'une fâcheuse manie, comme en témoignent les deux artères principales de la ville, la Strada Balbi et la Strada Nuova : ils peignent leurs façades, ce qui produit, selon Smollett, « un effet des plus médiocres »,.
Smollett ne passa qu'une semaine à Gênes, mais elle lui suffit pour accumuler une foule de renseignements historiques, architecturaux, artistiques et commerciaux de la ville et de la république du même nom. Il s'intéresse aux budgets, aux échanges et aussi scrute les ports pour déterminer ceux qui seraient susceptibles d'accueillir une frégate anglaise en cas de nécessité militaire. Le retrait des Autrichiens le remplit de prémonition et il est persuadé que la cité aurait été mieux administrée et plus heureuse sous une domination anglaise. Que cette nation ait besoin d'un protecteur puissant lui est évident, mais il craint qu'elle ne s'en remette à l'éternelle rivale qu'est la France, ce qui, en est-il persuadé, serait préjudiciable à ses intérêts vitaux. De fait, c'est l'année après son séjour que, par le Traité de Versailles, le doge Francesco Maria Della Rovere, au bord de la banqueroute et incapable de juguler l'insurrection corse, a cédé ses droits de suzeraineté, sinon de propriété, sur la Corse à la France. Les troupes de Choiseul, bien protégées dans les ports et les forteresses, finiront par vaincre Pascalo Paoli à Ponte-Novo le 9 mai 1769. Le 15 août suivant, jour de la naissance de Napoléon Bonaparte, le décret d'annexion, dit de « Réunion », de la Corse à la France était signé.

#### Pise, Florence et la Toscane
La semaine génoise a été fructueuse par la masse des renseignements glanés çà et là. Smollett ne se fie pas uniquement à ses observations et à sa mémoire : l'accompagnent partout des caisses de livres apportées d'Angleterre ou achetées localement au fil de ses besoins. Le 11 juillet 1763, c'est-à-dire dès le début de son périple, il écrit une lettre privée à Lord Hertford, ancien ambassadeur à Paris, qui la transmet pour effet à Richard Aldworth Neville, chargé d'affaires, réclamant une malle égarée dont il détaille le contenu : Histoire ancienne et moderne en 58 volumes, Histoire complète de l'Angleterre en 8 volumes, traduction des œuvres de Voltaire en 25 volumes, œuvres de Smollett en 12 volumes, traduction de Don Quichotte en 4 volumes, œuvres de Shakespeare en 8 volumes, Comédies de Congreve en 3 volumes, Revue critique en 12 volumes, Briton Magazine en 4 volumes, Système complet de géographie, « quelques livres d'amusement en anglais, tels que comédies et brochures », Homère, Sophocle, Virgile, Horace, Juvénal, Tibulle, Don Quichotte en espagnol, 5 dictionnaires grec, latin, français, italien espagnol.

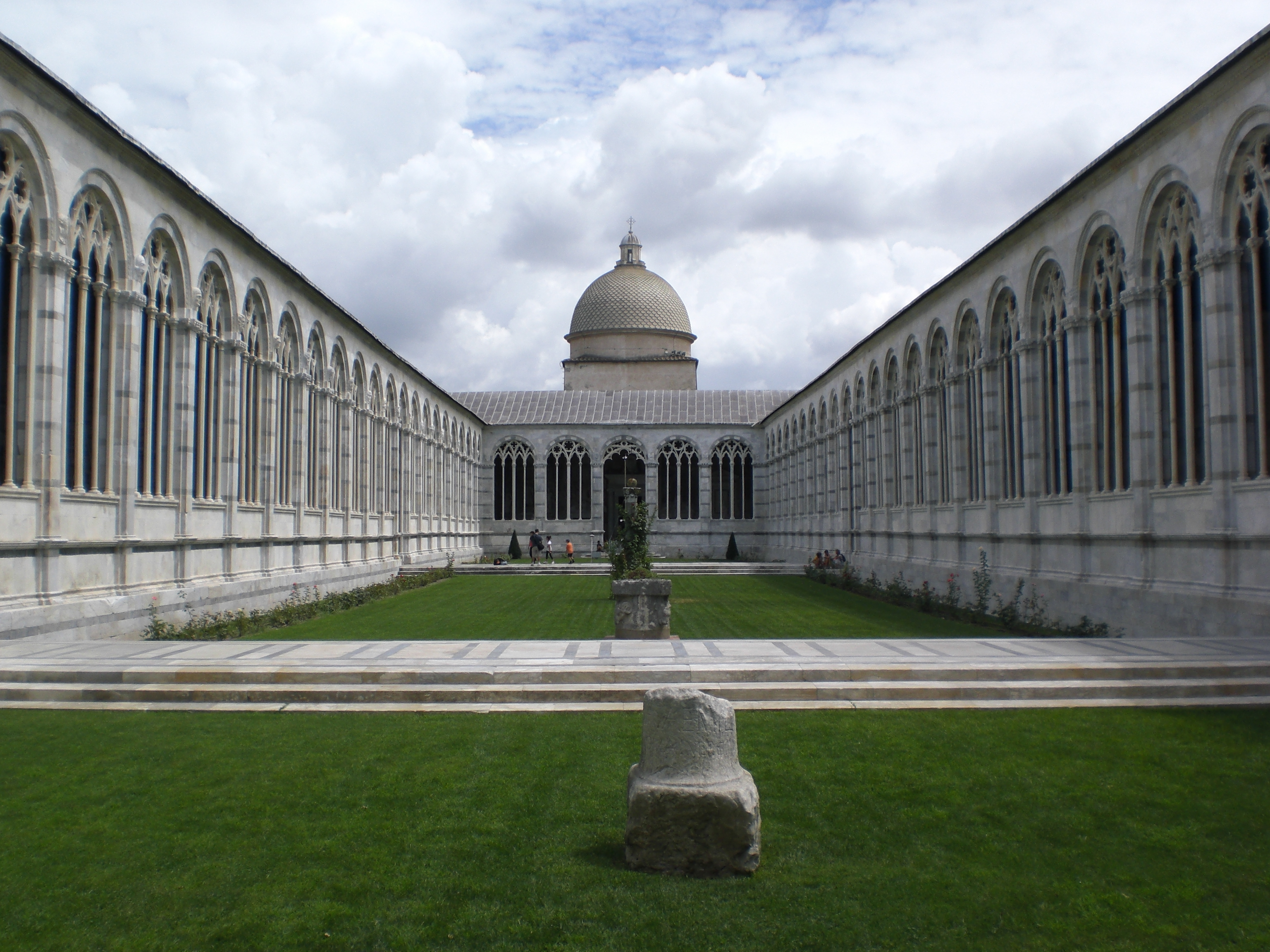
Camposanto Monumentale, Pise.

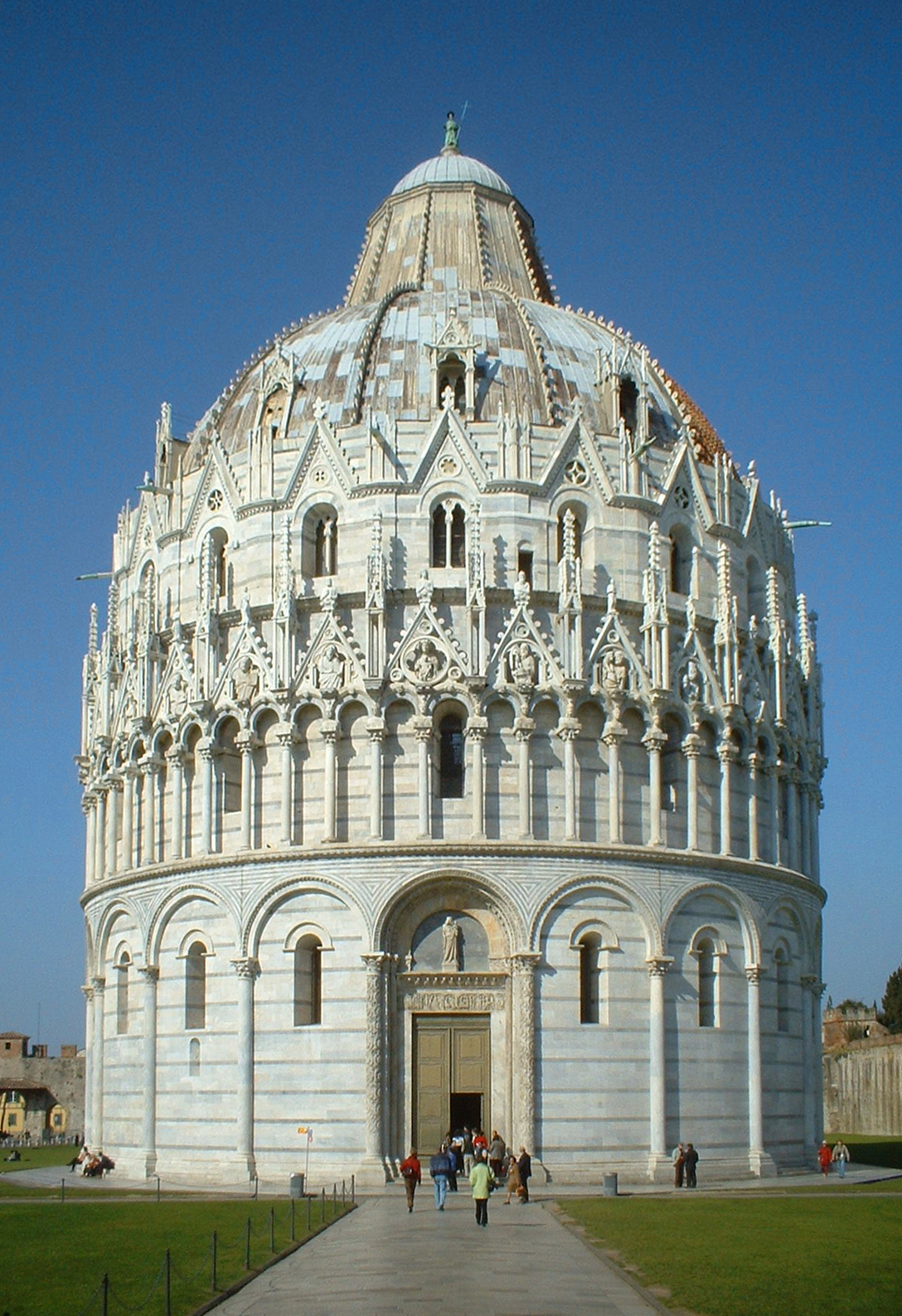
Baptistère de Pise.

Le voyage à Lerici se fait par mer en longeant la côte ; une fois parvenu à terre, le petit groupe, lassé des roulis, loue une chaise de Sarzano, aujourd'hui Sarzano-Rodrigo, à Cercio, puis entre en Toscane toujours sous la domination autrichienne. La description que fait Smollett de Pise semble avoir emprunté au soleil, tant sa verve satirique paraît tamisée – une bonne auberge l'a aussi mis d'excellente humeur – : par exemple, les églises en sont « tolérablement » décorées, la tour penchée et le Campo Santo suscitent son enthousiasme, et les portails de cuivre le tiennent rivé d'admiration pendant des heures. En stipulant, cependant, que les galères sont construites dans les chantiers de la ville, il semble être victime des guides de voyage consultés : Evelyn (1620–1706) le confirme, mais son récit date du siècle précédent. Il explique également que le dôme du Baptistère de San Giovanni n'est pas entièrement gothique en sa partie supérieure, alors que les historiens d'art s'accordent sur le style roman de la base et le gothique du second étage.

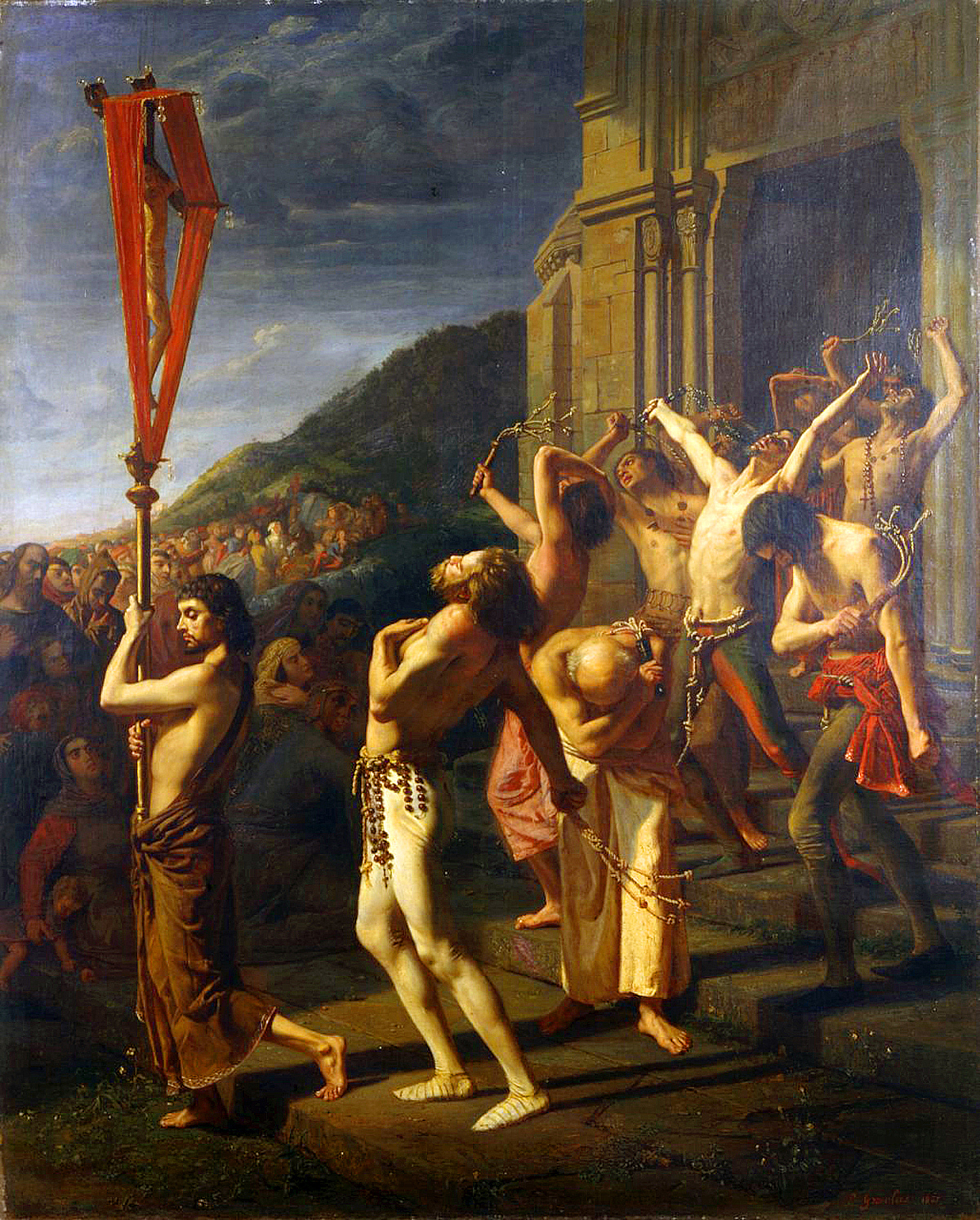
Flagelants au XIVe siècle, Pierre Grivolas, Musée Calvet, 1909.

Les voyageurs arrivent à Florence où Smollett, dans ses descriptions, entend se démarquer des clichés extatiques et des admirations béates tirés de Giorgio Vasari et relayés par les commentateurs allemands, en particulier Johann Keysler, qu'il cite pour préciser que sa pertinence se situe « dans son derrière plus que dans son cerveau » (in the back than in the brain). D'après Goldsmith, passer pour un connaisseur oblige à la louange du Pérugin, mentionné dans Le Curé de Wakefield. Smollett n'en a que faire, mais fort de ses préjugés protestants, ses moqueries se portent sur les manifestations de la foi catholique : les moines, non des récitants de psalmodie, mais des gueulards de litanies ; les flagellants, des paysans payés pour se rembourrer de corsets et feindre la souffrance ; la Vierge Marie, un bariolage de bijoux, cerceaux, bouclettes et frisures en tous genres. Cela dit, l'opéra, les improvisateurs de la Commedia dell'arte, les édifices, les sigisbées, tous sont considérés d'un point de vue historique.
Les lettres XXVII et XXVIII présentent une analyse fort lucide de la situation politique de la ville. Alors sous la tutelle de Vienne depuis que les pouvoirs avaient échappé aux Médicis en 1737, la ville, comme la Toscane tout entière, se trouvent gouvernées par le prince de Craon, vice-roi de l'impératrice Marie-Thérèse. Florence est à la veille de réformes administratives d'envergure, initiées par l'archiduc Peter Leopold, nommé grand duc de Toscane l'année suivante. Cependant, Smollett décrit le peuple toscan comme conservateur, soumis aux religieux, ce stupid party, ce qui augure mal de l'avènement des lumières ; autre point précis auquel il s'attache, l'influence de l'Anglais John Acton, fils d'Edward Acton, médecin de Besançon d'origine britannique, autrefois commandant au service de la Compagnie des Indes.

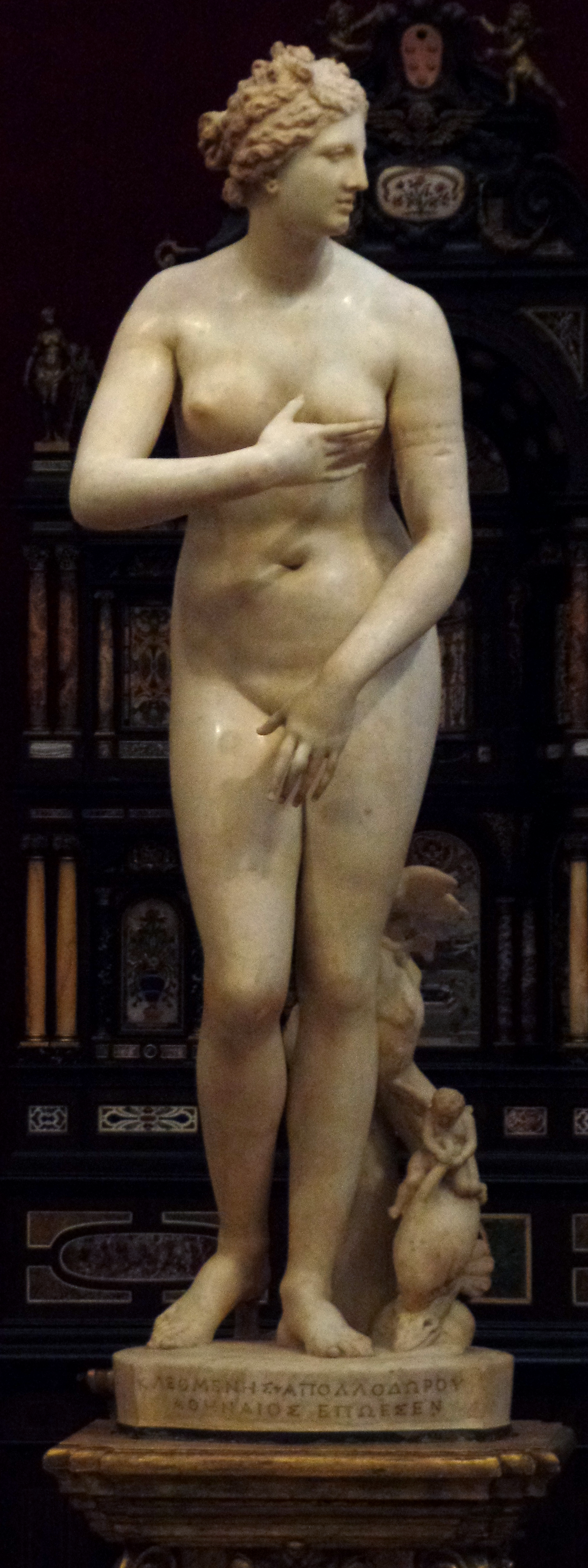
Vénus de Médicis.

En 1765, la seule galerie d'importance ouverte au public du Grand Tour était celle des Offices et l'attraction suprême en était la statue de Venus Pontia, dite de Médicis, un artis summum opus, selon le comte John Boyle of Orrery, « la forme la plus achevée et la plus gracieuse convenant à une femme en sa nudité »,. Smollett, lui, rompt le tabou et, dans un passage de la lettre XXVIII devenu célèbre, il exerce sa verve satirique à l'encontre de l'icône, cette Mona Lisa des amateurs venus d'outre-Manche pour se pâmer mains jointes à ses pieds. L'ironie de Smollett emprunte un chemin détourné : il commence mezzo voce par dénoncer son manque de goût, sa réticence à exprimer ses véritables sentiments, puis il lance l'attaque en une phrase aussi ramassée qu'assassine : « Je ne puis m'empêcher de penser qu'il n'est aucune beauté dans le visage de Vénus et que son attitude est disgracieuse et déplacée », ; out of character est une expression forte, dénonçant une sorte d'incongruité entre le sujet et sa réalisation, comme si cette Vénus exprimait le contraire de ce qu'elle était censée représenter. Si Smollett s'est vu reprocher cette critique comme quasi-blasphématoire, d'autres voix se sont élevées pour partager son sentiment, en particulier celle de Johann Georg Keyßler, mentionné dans le texte, qui écrit que « la plupart des connaisseurs sont d'avis que la tête est trop petite en proportion des autres parties du corps, en particulier des hanches ; certains trouvent le nez trop épais, la rainure du dos au niveau des vertèbres trop accusée pour une femme plutôt grassouillette »,.

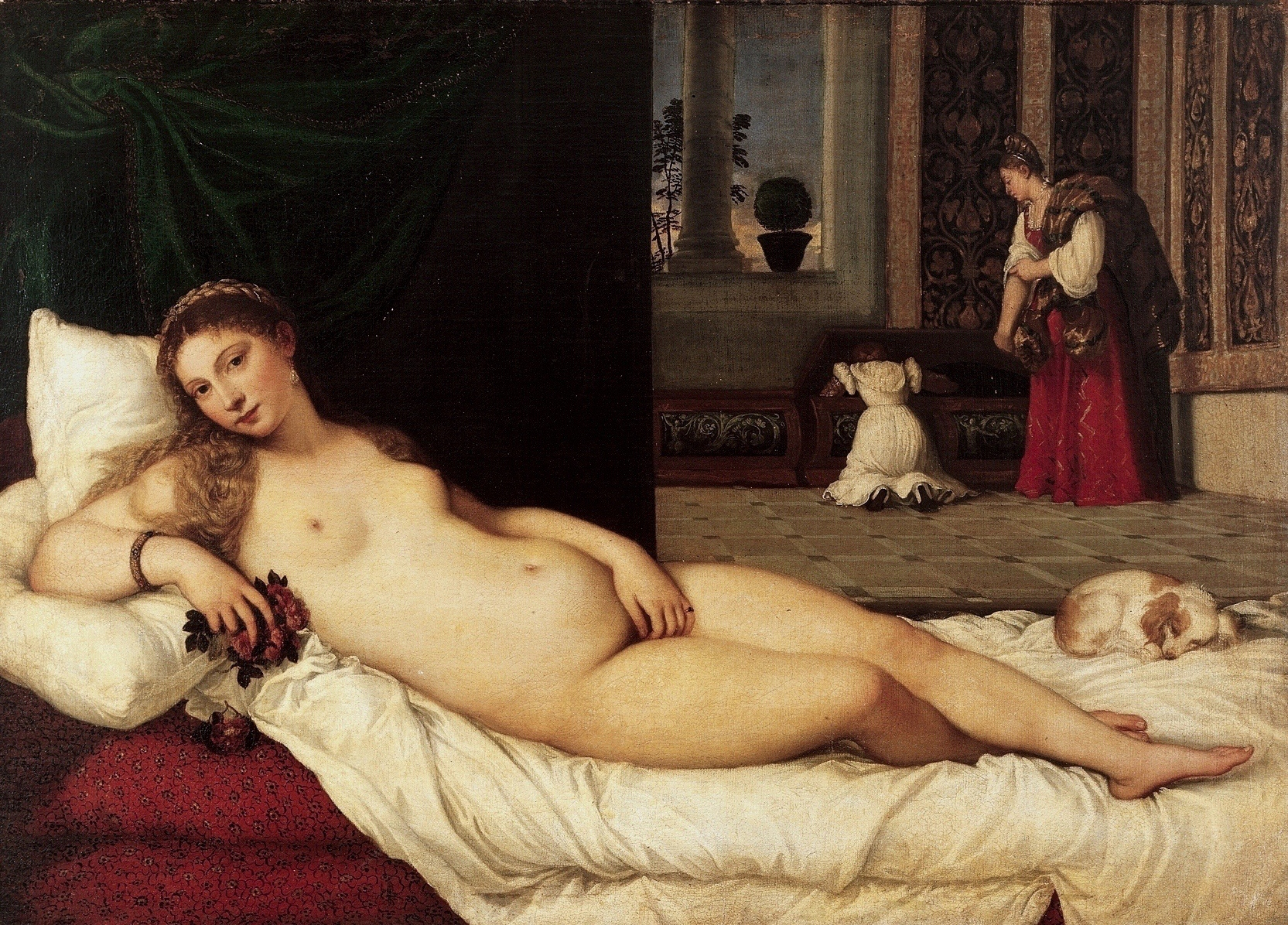
Vénus d'Urbin par le Titien.

Cela dit, Smollett poursuit son analyse sur plusieurs pages, se référant à la Vénus de Gnide de Praxitèle et commentant avec minutie les inscriptions en grec, les écrits de Salluste, etc., puis clôt son propos en déclarant son admiration pour la Vénus du Titien.

#### Rome
De Florence à Sienne, quarante-deux milles, étape, puis Buon Convento, Montepulciano où Smollett se dispute avec un valet d'écurie, Radicofani, nouvelle étape, deux heures d'une méchante route, et c'est l'arrivée à Rome par la Porta del Popolo, dans une telle excitation que s'effacent les désagréments qui ont précédé : « Vous devinez mon sentiment lorsque pour la première fois, j'aperçus la ville de Rome qui, malgré les malheurs qu'elle a subis, conserve un air auguste et impérial »,.
Aussitôt, Smollett fait part avec ironie d'une curieuse habitude de ses compatriotes résidant à Rome :
« When you arrive at Rome, you receive cards from all your country-folks in that city: they expect to have the visit returned next day, when they give orders not to be at home; and you never speak to one another in the sequel. This is a refinement in hospitality and politeness, which the English have invented by the strength of their own genius, without any assistance either from France, Italy, or Lapland. No Englishman above the degree of a painter or cicerone frequents any coffee-house at Rome; and as there are no public diversions, except in carnival-time, the only chance you have of seeing your compatriots is either in visiting the curiosities, or at a conversazione. »
« Sitôt arrivé à Rome, vous recevez des cartes de tous vos compatriotes qui attendent votre visite pour le lendemain où ils feront répondre qu'ils ne sont pas chez eux et vous ne vous adresserez plus jamais la parole. Voilà un raffinement d'hospitalité et de politesse que les Anglais ont inventé par la seule force de leur génie, sans aucune assistance de la part des Français, des Italiens ou des Lapons. Les Anglais d'une condition supérieure à celle de peintre ou de cicérone ne fréquentent pas les cafés, et comme en dehors du carnaval il n'y a pas d'autre distraction, la seule façon de rencontrer ses compatriotes, c'est de visiter les curiosités ou d'assister à une conversazione. »
Nonobstant ces petites friponneries entre gens de même culture, Smollett apprécie Rome qu'il passe minutieusement en revue : trouvent grâce à ses yeux le Château Saint-Ange, la Placa et l'intérieur de Saint-Pierre, le Forum, le Colisée, les Thermes de Caracalla ; le plongent en extase le Laocoon, la statue de Niobe, du Gladiateur mourant, mais il prend garde de ne point s'afficher en réel connaisseur. Cependant, son appréciation du Jugement dernier de Michel-Ange reste nuancé : si chaque personnage est sublime, le groupe paraît indépendant de chacun d'eux. Le piment de son commentaire se réserve pour la crédulité des auto-proclamés cognoscente venus comme lui d'Angleterre et ne jurant que par An Account of Some of the Statues, Bas-Reliefs, Drawings, and Pictures in Italy (1722), écrit par les peintres Jonathan Richardson (1665-1745) et son fils Jonathan Richardson le Jeune (1694-1771). Son verdict sur Michel-Ange et Raphaël reste conforme aux vues exprimées à l'époque, dont les paradigmes de la beauté se fondent sur Virgile et Homère : les deux peintres possèdent la sérénité de l'un, mais manquent du feu du second.

#### Le retour à Nice
Rejoindre Florence s'effectue via Narni, Terni, Spoleto, Foligno, Pérouse et Arezzo et, selon Smollett, jamais voyageur ne souffrit autant de la crasse, de la vermine, du poison et de l'imposture : à Foligno, la chambre est partagée avec « une bête sauvage » (bestia) qui s'avère n'être qu'un pauvre hérétique anglais ; la nourriture a de quoi retourner l'estomac d'un muletier ; la voiture est au bord de la dislocation ; le froid et les rats assaillent les corps meurtris et Mrs Smollett pleure en silence, tant est immense son horreur et insupportable sa fatigue ; les punaises s'en prennent à son mari qui leur impute sa coqueluche.
Le même itinéraire qu'à l'aller est suivi à partir de Florence et Lerici. La santé est meilleure qu'au départ de Londres et la lettre XXXV se termine par cette remarque optimiste : « En un mot, je me sens si bien maintenant que je ne désespère plus de vous revoir, vous, et tous mes amis d'Angleterre ; c'est le plaisir auquel aspire passionnément, cher Monsieur, Votre humble et affectionné serviteur. »,.
Le 7 février, Smollett part pour Turin où il restera jusqu'au 18 mars. Il qualifie ce voyage d'« excursion » et ne lui consacre qu'une lettre, plutôt élogieuse sur la ville et surtout la campagne piémontaise dont il vante la fertilité, mais aussi la douceur et l'harmonie des paysages.

### La fin du voyage

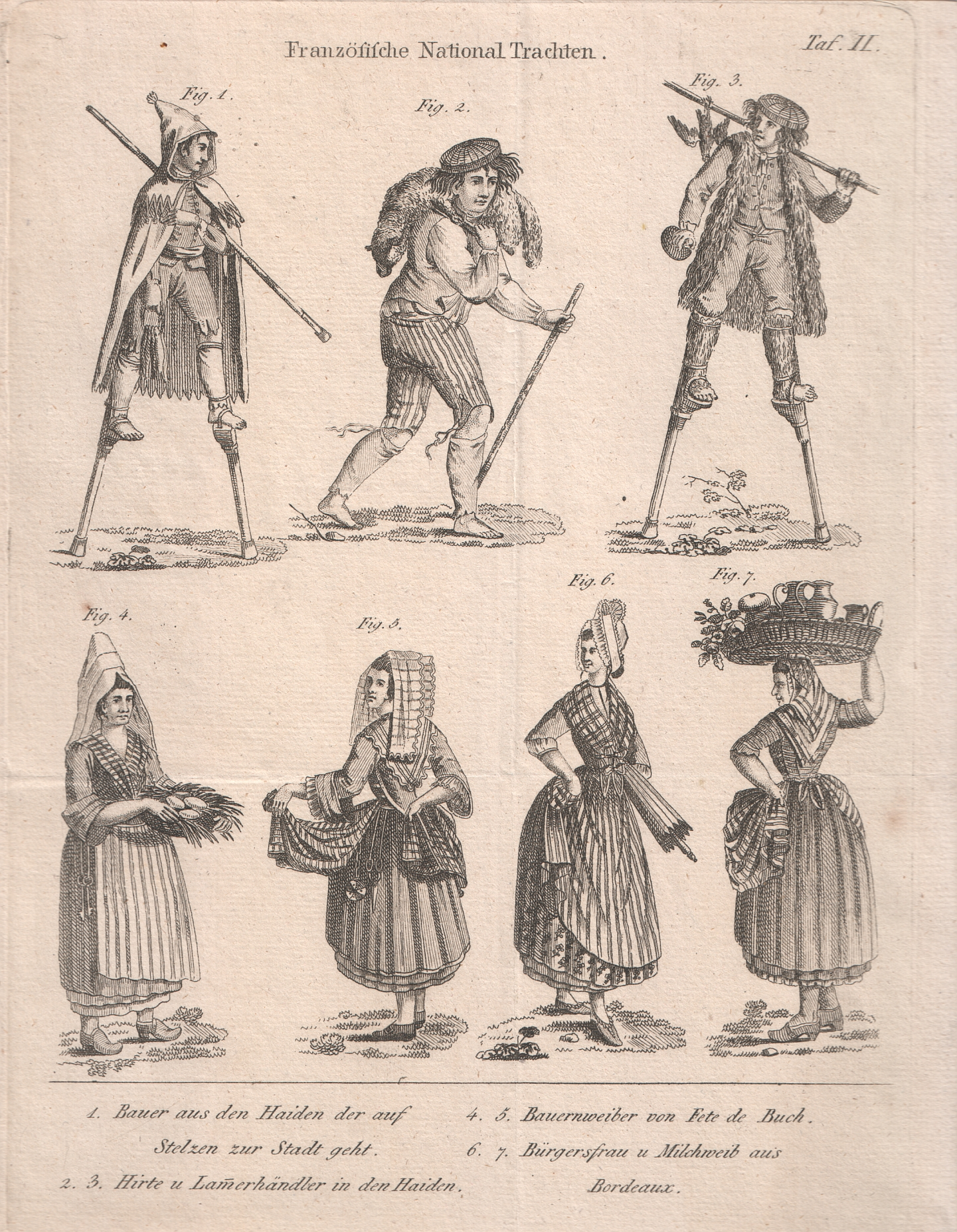
Paysans français au XVIIIe siècle.

De retour à Nice, Smollett invoque le prétexte d'une question posée par son correspondant pour analyser le système de taxation prévalant en France : son argumentation consiste à comparer l'état des campagnes des deux côtés de la Manche : de vertes prairies où paissent des vaches bien grasses, des paysans robustes et joyeux en Angleterre ; de la pauvreté, de la misère, de la saleté chez le peuple de France, des champs sans fumier ni animaux susceptibles d'en fournir, des masures, des meubles branlants et vermoulus, des vêtements loqueteux, des images de famine, bref des gens écrasés qui gémissent sous l'oppression non seulement de leur propriétaire, mais de l'État. Puis il fait le compte des impôts français : la taille, très impopulaire dû au fait que les bourgeois des grandes villes, le clergé et la noblesse en sont affranchis, la capitation, rétablie par la déclaration du 12 mars 1701 pour le financement de la guerre de Succession d'Espagne, les dixièmes et les vingtièmes, les rentes de fermes, les taxes sur le vin, l'alcool, les droits de douane, la gabelle, le prélèvement sur le tabac, les droits de contrôle, d'insinuation, de centième denier, de Franc-fief , d'aubaine, d'échange et contre-échange, etc. S'ajoute à cet immense fardeau la gabegie des grands, à commencer par la Cour royale, le luxe des généraux avec au moins quarante cuisiniers chacun, les émoluments exorbitants des ambassadeurs, intendants, commandants et autres officiers de la couronne, sans compter le despotisme des fermiers généraux fondé sur l'imposture et l'usurpation. Bref, Smollett, dès 1765, prévoit que l'émergence du Tiers état, enrichi et désormais éduqué, le rendra maître de l'équilibre des pouvoirs et qu'un jour, il « fera pencher la balance de tel ou tel côté ». Il y a là des commentaires prémonitoires, que corroborera en 1771 un document ensuite intitulé The Dying Prophecy, dans lequel Smollett écrit à un ami quelques mois avant sa mort pour, entre autres, lui faire part de ses réflexions sur l'état du monde : il y prévoit qu'avant peu, la France et, après elle, le continent tout entier, se verront secoués par une explosion violente qui mettra à bas le régime en place et se libérera du joug du clergé.
Ailleurs, il commente l'appétit insatiable des Français pour le pain ; mais les bagages sont prêts, et les voyageurs prennent le chemin du retour via Toulon où Smollett ne se prive pas de répéter le vieil épigramme selon lequel « le Roi de France est plus grand à Toulon qu'à Versailles » (The King of France is greater at Toulon than at Versailles), Vienne, Aix-en-Provence, Avignon où le hasard veut que Smollett retrouve son cocher Joseph, « si bronzé qu'il eût pu passer pour un iroquois » (so embrowned by the sun that he might have passed for an Iroquois). Une fois encore, il ne se montre pas avare de conseils : que le voyageur se munisse donc de clous et de marteau, d'un pied de biche, d'une pointe en fer ou deux, d'un grand couteau et d'une poche de graisse.
À partir de Lyon, le chemin est tout tracé, Mâcon, Dijon, Auxerre, Sens et Fontainebleau. Son récit s'embrouille quelque peu dans l'ordre des villages ou bourgs traversés entre Macon et Sens, puisqu'il cite dans l'ordre Beaune, Chalon, Auxerre et Dijon, alors que la route traverse successivement Chalon, Beaune, Dijon et Auxerre, petite erreur qui témoigne, s'il en était besoin, que certaines lettres ont été écrites de mémoire, au repos et parfois sans document.

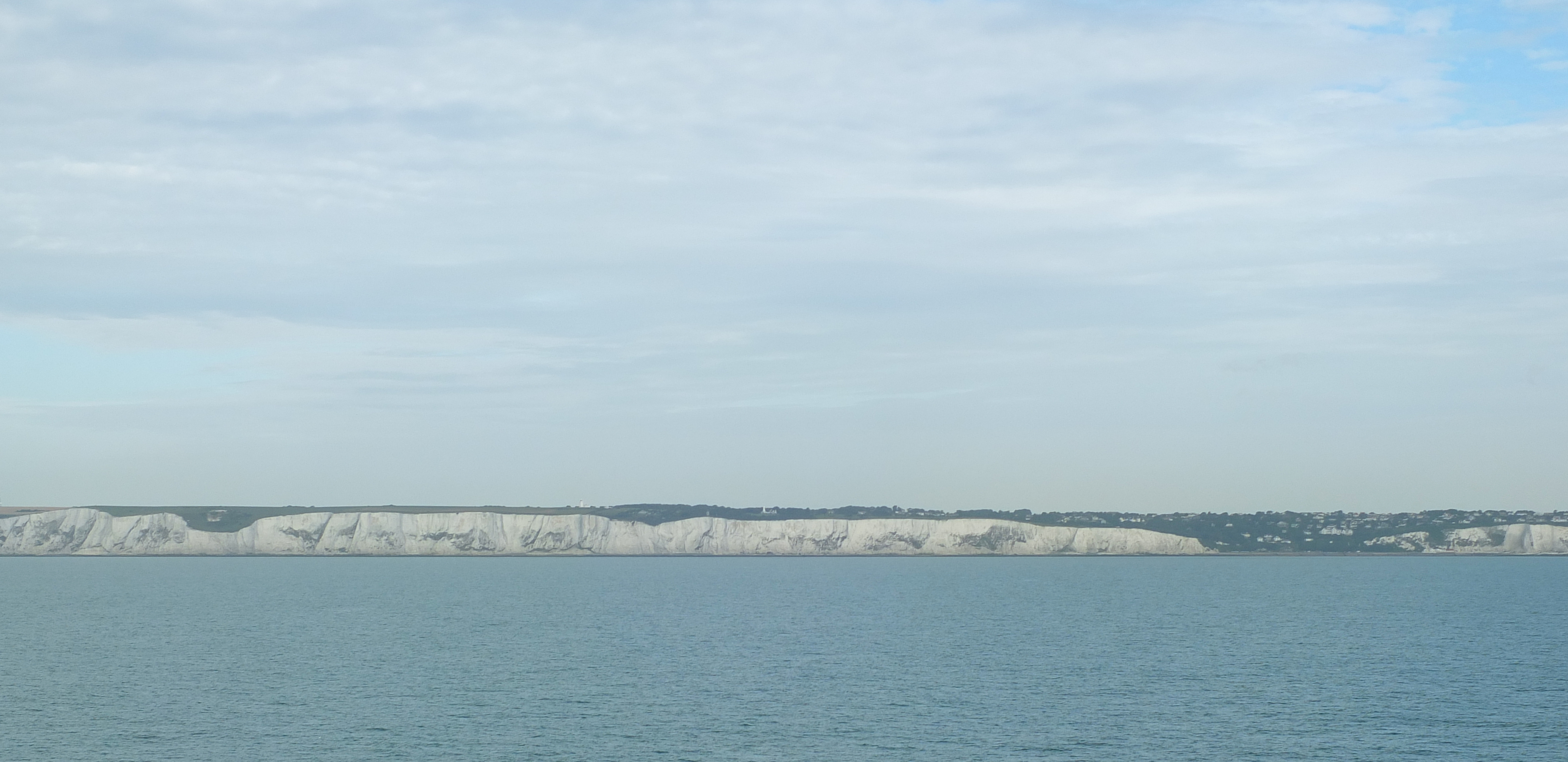
Falaises de Douvres lors de l'approche du large.

La dernière lettre, datée du 13 juin 1765, commence par une déclaration d'amour au pays bientôt retrouvé
« DEAR SIR — I am at last in a situation to indulge my view with a sight of Britain, after an absence of two years; and indeed you cannot imagine what pleasure I feel while I survey the white cliffs of Dover, at this distance. Not that I am at all affected by the nescia qua dulcedine natalis soli, of Horace. That seems to be a kind of fanaticism founded on the prejudices of education, which induces a Laplander to place the terrestrial paradise among the snows of Norway, and a Swiss to prefer the barren mountains of Solleure to the fruitful plains of Lombardy. I am attached to my country, because it is the land of liberty, cleanliness, and convenience: but I love it still more tenderly, as the scene of all my interesting connexions; as the habitation of my friends, for whose conversation, correspondence, and esteem, I wish alone to live. »
« Cher Monsieur, Me voici enfin à même de livrer mes regards à la vue de la Grande-Bretagne après une absence de deux ans et vous ne pouvez imaginer mon plaisir lorsque je scrute les blanches falaises de Douvres dans le lointain. Non pas que je sois affecté le moins du monde par le nescia qua dulcedine natalis soli d'Horace,. C'est plutôt une sorte de fanatisme fondé sur les préjugés de l'éducation, qui détermine le Lapon à mettre le paradis terrestre dans les neiges de la Norvège et le Suisse à préférer les montagnes pelées d'Uri aux plaines fertiles de Lombardie. Je suis attaché à mon pays car c'est la terre de la liberté, de la propreté et de la commodité, mais autre chose me le rend plus cher encore : il est le cadre de toutes les relations auxquelles je tiens et la demeure de mes amis, moi qui ne trouve l'envie de vivre que dans leur conversation, leur commerce et leur estime »
Paradoxalement, les avanies subies de la part de postillons coléreux et d'aubergistes malhonnêtes l'ont endurci et revigoré. Il évoque sa santé « réparée par les mauvais traitements subis » (mended by ill-treatment). Le docteur Fizes de Montpellier n'avait pourtant pas eu tort : l'état de Smollett se détériora vite sous le poids du labeur qu'il s'imposa à Chelsea : son génie littéraire avait mûri et ses derniers ouvrages auraient, prédit Seccombe, sans doute éclipsé Humphry Clinker. Dès l'hiver de 1770, cependant, une fois encore, il trouva refuge sur la côte ensoleillée qu'il avait rendue si populaire auprès de ses compatriotes et ce fut près de Leghorn qu'il mourut le 17 septembre 1771.

## L'originalité deVoyages à travers la France et l'Italie
Pendant son séjour à Nice en 1789, soit dix années après la mort de Smollett, le voyageur agronome Arthur Young, qu'accueillait le consul de Grande-Bretagne, se vit rappeler l'avertissement donné à l'auteur de Voyages à travers la France et l'Italie que « S'il lui prenait de revenir, les Nissards [sic] ne se feraient pas faute de l'assommer. »,. David Hume, alors secrétaire du comte de Hertford, ambassadeur à Paris, raconte une histoire similaire comme quoi lorsqu'il se montrait dans les rues de la ville, Smollett se voyait aussitôt entouré de « gens s'insurgeant contre lui et lui jetant des pierres. ».

### Un voyageur atrabilaire moqué par Laurence Sterne

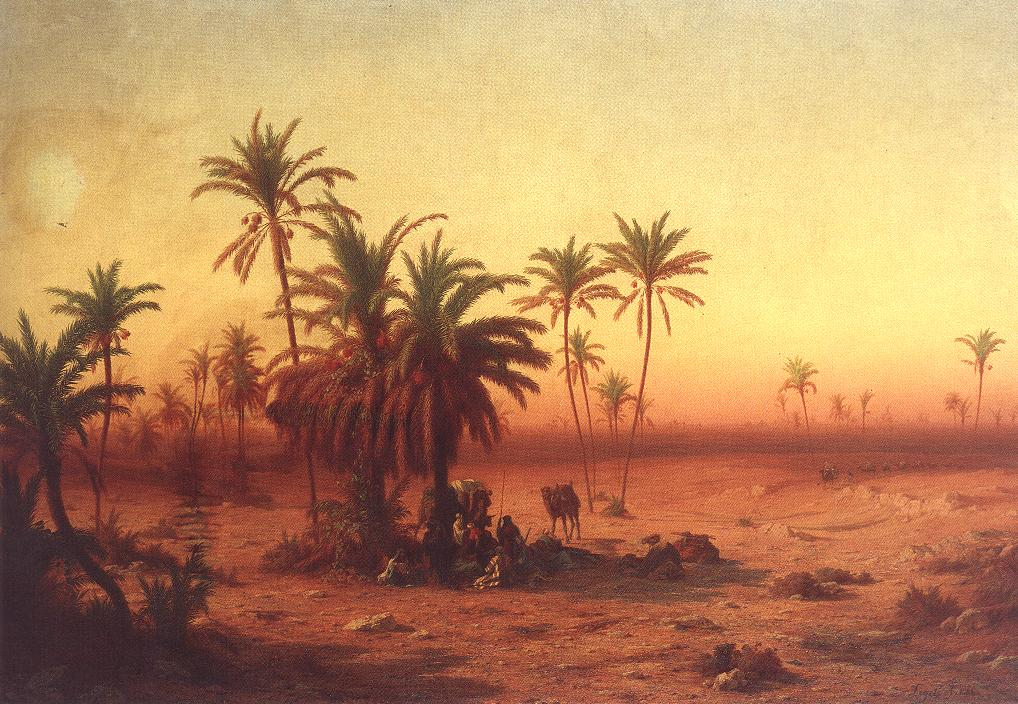
Oasis dans le désert, par Antal Ligeti (1862).

Ces deux anecdotes témoignent à la fois de l'extraordinaire, mais fugitive, notoriété dont jouit l'ouvrage dès sa sortie et de l'aussi détestable que tenace réputation qu'il valut à son auteur, celle d'être sans doute le plus atrabilaire et le plus désagréable voyageur britannique ayant jamais tenté l'aventure outre-Manche. Suffisamment, en tous les cas, pour que Sterne, deux ans après, soit tenté de riposter avec son Voyage sentimental à travers la France et l'Italie et d'y présenter son prédécesseur sous les traits du « savant Smelfungus », un condensé du pire voyageur qui soit, « l'homme capable d'aller du Dan à Bersabée et de s'écrier : "Tout est aride ici !" »,.
Il est de fait que l'énorme popularité du livre de Sterne, soutenue par une vague de traductions et publications dans toute l'Europe, éclipsa du jour au lendemain le succès qu'avait connu Voyages à travers la France et l'Italie. Partout où Le Voyage sentimental était acclamé, le Voyages tout court se trouva déprécié et même moqué. En témoigne la remise au jour d'une vieille anecdote publiée par Voltaire en 1750 dans Des Mensonges Imprimés, dont Smollett avait traduit une partie, racontant l'histoire d'un Allemand en conflit avec sa propriétaire à Blois dont la chevelure tendait au sablé, et qui avait relevé dans son carnet « Nota bene : Toutes les femmes de Blois sont rousses et querelleuses », la nouvelle version remplaçant l'Allemand anonyme par l'illustre Smollett en personne.

### Un récit de voyage personnel et documenté
« Voyages à travers la France et l'Italie, malgré les fluctuations de sa réputation, reste un récit de voyage très agréable à lire, bourré de renseignements documentés, interprétés avec la perception d'un expert et  […] portant le cachet d'une puissante individualité », écrit Frank Felsenstein,. Les qualités du conteur, habituellement associées à ses romans, trouvent ici leur plénitude autobiographique, alors que Smollett vit ce qu'il narre lors de sa recherche en compagnie de son épouse d'un climat susceptible d'améliorer sa santé défaillante. La masse de renseignements accumulés et le ton ironique du récit incitent Richard Jones à écrire que le livre « devrait être lu comme une « encyclopédie de poche » dans la tradition de Voltaire, plutôt que comme un récit de voyage conventionnel »,.

#### Les circonstances médicales

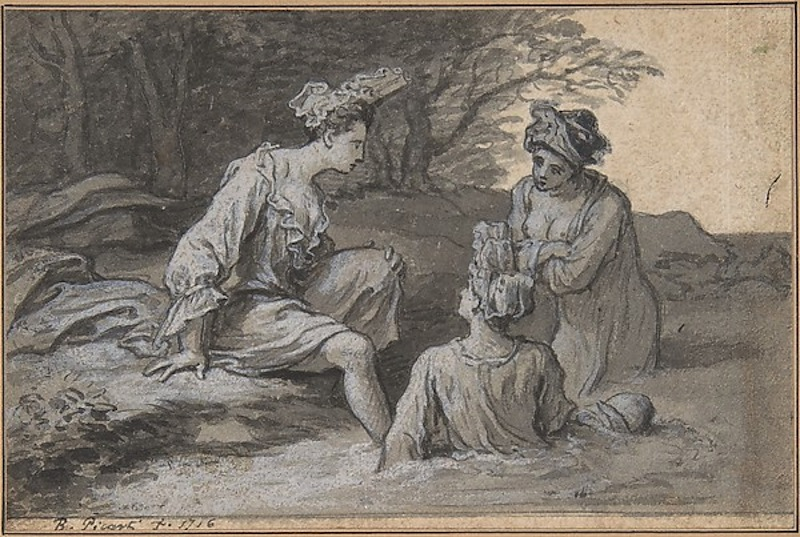
Trois femmes conversant, se baignant dans une rivière, par Claude Simpol,1717.

Médecin dument diplômé de la célèbre université de Glasgow, ce qui l'autorisait à apposer à son nom le titre de « M. D. », Smollett possédait un savoir en la matière le rendant tout à fait conscient de son état de santé qu'il décrit comme « très mauvais, avec ma toux asthmatique, mes crachements, ma fièvre lente et ma nervosité qui réclame un changement de place continuel, de l'air pur et de l'espace pour bouger. »,,. Sa vitupération contre le spécialiste de Montpellier, qu'il a jugé absurde et rapace, montre à tout le moins, même si l'avenir a prouvé que le diagnostic du Dr Fizes était correct, que sa détermination à ne point laisser sa santé à la dérive restait intacte.
De fait, le manque de traitement pour soulager les affections respiratoires conduisait sans cesse Smollett à la réflexion et à l'expérimentation. Son arsenal thérapeutique personnel avait déjà été exposé dès 1752 en un pamphlet fort controversé dans lequel il dénonçait la mode des villes d'eau telles que Bath et montrait que, contrairement à tous les dogmes en vigueur, la baignade en mer, alors jugée dangereuse et excentrique, pouvait être bénéfique pour la santé, ce qu'il s'empressa de mettre à exécution dès son arrivée à Boulogne, plongeant dans la mer sans hésitation et, s'il attrapa un rhume, ne se débarrassa-t-il pas moins de sa fièvre et des points douloureux ressentis dans la poitrine. L'expérience se répéta avec succès à Nice et, lors de sa visite à Rome, il entra dans les détails des habitudes thermales des Romains de l'antiquité, encore qu'il regrettât que leur appétit de propreté ne les eut conduits à préférer le Tibre aux eaux chaudes des bains publics. À dire vrai, Smollett n'était ni le seul ni le premier à recommander ces pratiques : dès 1693, John Locke, dans Some Thoughts Concerning Education préconisait les bains d'eau froide pour les petits enfants, comme le faisaient les mères écossaises des Highlands même en plein hiver, que l'eau fût gelée ou non.
Le souci que Smollett a de sa santé est jugé excessif par certains de ses contemporains, parmi lesquels le plus virulent, Philip Thicknesse, n'a de cesse de railler par de prétendus bons mots ce qu'il juge être une obsession pathologique. Son livre, écrit-il par exemple, devrait s'intituler Querelles à travers la France et l'Italie en quête d'un remède aux désordres pulmonaires (Quarrels through France and Italy for the cure of a pulmonic disorder).

#### L'obsession de la saleté et la représentation du corps
Dans Voyages à travers la France et l'Italie, Smollett récrimine contre la saleté des lieux qu'il visite et des habitations où il réside de façon continue, que ce soit en France ou en Italie. Aileen Douglas a analysé cet aspect du livre dans le deuxième chapitre de son ouvrage critique consacré aux relations qu'entretenait l'écrivain écossais avec le corps, le sien et celui des autres. Sa thèse consiste à montrer que, loin de ses repères familiers, le voyageur, il est vrai souvent incommodé pas des odeurs nauséabondes et par la vermine, incapable de trouver le sommeil dans un environnement qui choque son regard, se trouve dans l'impossibilité de reconnaître une représentation mentale et sociale du corps qui est différente de celle que lui ont inculquée son éducation, ses études et son milieu. Il y a là, pense-t-elle, une dislocation des repères qui conduit à une véritable sidération. Les draps et les couvertures de sa couche près d'Arezzo lui soulèvent le cœur de dégoût, et il se voit obligé, après avoir tenté de les placer de telle façon que les taches soient recouvertes, de tenter de dormir enveloppé dans sa grande cape de voyage. Loin de se sentir plus à l'aise, il voit son aversion enfler en lui et, du coup, lorsqu'il rapporte l'incident dans son récit, cet aspect du séjour devient si exacerbé qu'il occulte tous les autres. Le lecteur se voit lui aussi submergé par la crasse ambiante en un sentiment d'empathie que l'auteur s'est employé avec diligence à amplifier.
D'où la question posée par nombre d'auteurs, d'abord Laurence Sterne avec son personnage « Smelfungus », ensuite des critiques modernes comme R. D. Spector et John F. Sena pensent que le corps en question n'est plus celui de Smollett, mais du personnage qu'il s'est peu à peu forgé au cours de son périple. Ainsi, les sens, en particulier les facultés olfactrices, ne sont pas pour lui modulés par la culture des peuples mais des états rigides et universels : sans doute est-ce pourquoi il considère comme barbare la consommation de l'ail qui lui répugne, incapable de concevoir que son ajout dans la cuisine méditerranéenne peut devenir un agrément. C'est donc avec une conviction renforcée qu'il s'en reviendra en Angleterre, reprenant en quelque sorte l'opinion exprimée par La Bruyère : « Il y a dans l’art un point de perfection, comme de bonté ou de maturité dans la nature. Celui qui le sent et qui l’aime a le goût parfait ; celui qui ne le sent pas, et qui aime en deçà ou au-delà, a le goût défectueux. Il y a donc un bon et un mauvais goût, et l’on dispute des goûts avec fondement. », et à l'inverse que le dégoût lui aussi répond à des normes intangibles que l'honnête homme ou écrivain se doit d'avoir, ceux qui y dérogent appartenant à une classe inférieure de la société, voire de l'humanité.

#### Le mauvais caractère conférant du caractère
Voyager en Europe pour les Anglais entraîne inévitablement des incompréhensions dues à la barrière linguistique, d'où des disputes avec les postillons et des accrochages avec les aubergistes. Alors que la majeure partie des chroniqueurs passent ces détails sous silence de peur d'être traités de xénophobes, Smollett, lui, les met en exergue, refusant de cacher son mauvais caractère aux dépens de son intégrité intellectuelle et de sa déterminarion à rendre compte de tout sans restriction. Si bien qu'en un sens, son spleen sert la cause littéraire, tant son texte regorge d'observations critiques très fines, beaucoup souvent rehaussées d'anecdotes au demeurant banales, mais contribuant par l'acrimonie congénitale du conteur à la vivacité piquante du récit.
Si son ouvrage a joui d'une notoriété sans précédent pendant les deux années ayant suivi sa publication, c'est bien que le public y a trouvé son compte, considérant l'amertume chronique du narrateur comme un atout, d'autant que le portrait ravageur présenté des Français flattait sa fierté insulaire. Que les Niçois aient été considérés comme petits, maigres, ratatinés, sales et en guenilles, leurs artisans paresseux, maladroits et sans invention, leurs boutiquiers arrogants et escrocs, leur noblesse digne des Yahoos de Swift, leurs femmes dotées d'un ventre en forme de pot de chambre, leurs prêtres jaloux de leurs privilèges, leur vie culturelle une page blanche dédiée à l'ennui et la superstition, érigeait, comme l'a noté Taine « un préjugé national à la hauteur d'une institution ».
Ainsi, deux semaines encore avant l'apparition du « Smelfungus » imaginé par Sterne, Voyages à travers la France et l'Italie se voyait complimenté pour sa mise en relief des solides valeurs de la Grande-Bretagne par opposition à la superficialité des ennemis héréditaires avec lesquels le pays était en guerre cinq mois seulement avant le départ de l'auteur. « Belle leçon pour notre pays, susceptible de freiner les singes des deux sexes qui se croient obligés d'imiter les modes et les manières françaises dont nous sommes abreuvés »,, comme en écho au commentaire d'Addison : « Il n'y a aucun risque à affirmer qu'un ouvrage de cette sorte rend un bien plus grand service à la Grande-Bretagne que cinquante lois du Parlement interdisant les froufrous français et autres accessoires étrangers, y compris l'exportation de sots, de fats et de godelureaux. »,.

#### Une raillerie à double tranchant

Mariage À-la-mode, planche 4, The Toilette, par William Hogarth.

À l'instar de Smollett, la cible de ces commentateurs n'est pas seulement la France et ses habitants, ou la sardo-piémontaise Nice et ses « Nissards », puis l'Italie et ses ressortissants, mais aussi les jeunes et riches Anglais entreprenant le Grand Tour, des « oiseaux de passage qui se laissent allègrement plumer »,, et s'en reviennent habillés comme des petits maîtres ou des Macaronis, semblables à ceux qu'a raillés Hogarth, particulièrement dans la planche 4 de Mariage à-la-mode (The Toilette) où la jeune comtesse se livre sans vergogne à un flirt avec l'avocat Silvertongue (« Langue d'argent »), alors qu'une bande de petits fats se pressent alentour et que les tableaux accrochés au mur sont autant de représentations d'infidélité ou d'amours illicites.
Voyages à travers la France et l'Italie recèle nombre de descriptions joyeusement féroces de ces « milords » jetés en pâture à des étrangers avides de profiter de leur crédulité aussi naïve que ridicule, car elle est jugée sans la moindre indulgence. Ainsi, à la lettre XXIX, :
« I have seen in different parts of Italy, a number of raw boys, whom Britain seemed to have poured forth on purpose to bring her national character into contempt, ignorant, petulant, rash, and profligate, without any knowledge or experience of their own, without any director to improve their understanding, or superintend their conduct. One engages in play with an infamous gamester, and is stripped perhaps in the very first partie: another is pillaged by an antiquated cantatrice; a third is bubbled by a knavish antiquarian; and a fourth is laid under contribution by a dealer in pictures. Some turn fiddlers, and pretend to compose: but all of them talk familiarly of the arts, and return finished connoisseurs and coxcombs, to their own country. »
« En différents coins d'Italie, j'ai vu de jeunes blancs-becs que la Grande-Bretagne semble déverser à l'étranger pour s'attirer le mépris des nations : ignorants, coléreux, étourdis et débauchés, sans gouverneur pour former leur jugement et surveiller leur conduite. L'un inaugure sa carrière avec un joueur de la pire espèce et se fait dépouiller dès la première partie ; l'autre, c'est une cantatrice passée de mode qui le vole et le vérole ; le troisième se fait rouler par un antiquaire véreux, et le marchand de tableaux plume le quatrième. Certains jouent du violon et se mêlent de composer, mais tous parlent des arts avec la plus haute familiarité et rentrent dans leur pays, connaisseurs accomplis et petits-maîtres achevés. »
De bout en bout de son livre, Smollett expose ainsi la baudruche ou le charlatan, refusant quant à lui de se plier aux diktats de la mode et de la doctrine artistique contemporaines, attitude d'un homme solidement retranché derrière ses conceptions ancestrales de la supériorité de la civilisation britannique et son soubassement de bon-sens, alors menacé par un goût dévoyé et des valeurs détournées. Quelles que soient les façons d'être qu'il contemple, le détail parfois désagréable, nauséabond ou méchant ne détourne jamais son regard : de bout en bout, il reste voué à l'exactitude et à ce qu'il pense être la vérité, se livrant tel qu'il est, grincheux et autoritaire, entier et tranché dans ses opinions. « Il n'est pas un livre anglais, écrit W. J. Prowse, qui soit plus véridique que les Voyages »,. De fait, cette recherche permanente de la vérité lui a attiré bien des sympathies et, pendant les deux années de son état de grâce, il lui a été particulièrement su gré du réalisme impitoyable de ses observations.

#### L'autodérision: une dose de (fausse) modestie

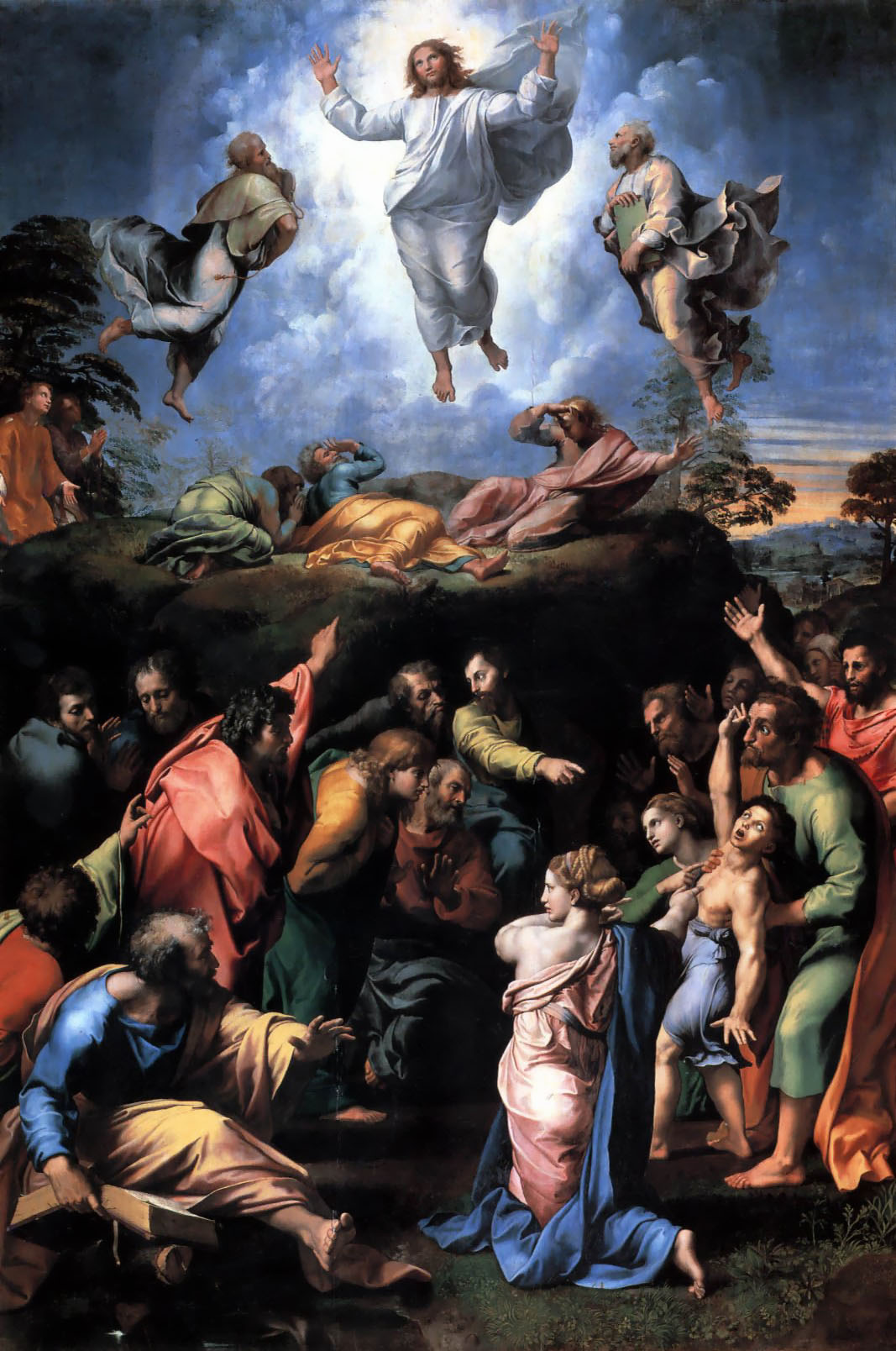
Transfiguration de Raphaël.

Smollett est bien trop habile pour submerger son lecteur d'assertions dogmatiques et de remarques sentencieuses. Nombre de ses pages s'efforcent de contrecarrer ses tendances à la bien-pensance et la suffisance moralisatrices. L'autodérision et l'apport de modestie, parfois feinte il est vrai, tempèrent ses jugements, relèvent délibérément ce qu'il appelle sa superficialité, son manque de professionnalisme, avouent que ses assertions peuvent, aux yeux des virtuosi, s'exposer au ridicule et passer pour du caprice. Il en est surtout ainsi de sa confrontation aux œuvres d'art, encore qu'il reste sans doute le seul Anglais de passage capable d'exposer son propre jugement sans concession, quitte à passer pour iconoclaste et éloigné de l'orthodoxie : d'où ses diatribes déjà analysées (voir supra) contre la Vénus de Médicis ou la Transfiguration de Raphaël, dont la partie inférieure est attribuée à ses élèves, dont il écrit que « s'il [le tableau] était à moi, j'en ferais deux parties »,.

#### De la documentation et du discernement
Smollett n'avait rien d'un ignoramus dans le genre choisi : sa mise au point de L'Histoire de l'Angleterre, son Compendium of Voyages, publié en 1756, le Travels d'Alexander Drummond, ses nombreux comptes rendus de récits de voyage dans la Critical Review lui avaient indirectement apporté maintes idées qu'il a pu exploiter plus tard.
De fait, il s'est servi de beaucoup de guides et de catalogues pour appuyer ses observations. Il se réfère à des ouvrages écrits en anglais et devenus des classiques, dont Remarks on Several Parts of Italy, publié en 1705 par Addison que pourtant le Dr Johnson avait déclaré n'être que recueil d'observations rédigées à la hâte. Figuraient dans ses malles, The Grand Tour de Thomas Nugent, paru en 1749, une sorte de vade-mecum pour touristes anglais visitant l'Italie, auquel il fait souvent allusion, en particulier, alors qu'il traverse la campagne de Florence vers Rome, de même que les quatre tomes des Travels through Germany, Bohemia, Hungary, Switzerland, Italy and Lorrain de l'Allemand Johann Georg Keyßler, dont la dernière édition datait de 1760. Se trouve aussi dans sa panoplie l'ouvrage de Bernard de Montfaucon, Travels from Paris thro' Italy (1712) et A New System of Geography de Anton Friedrich Büsching (1762).
En plus, il se munit en route de maints guides ou récits en français ou italien. À Nîmes, il acquiert l'Abrégé de l'Histoire de Nîmes par l'Abbé Antoine Valette de Travessac, publié en Avignon en 1760, auquel il se réfère plusieurs fois, en particulier dans la lettre X ; à Florence, après sa visite de la Galerie des Offices, il consulte, puis lors de sa description, cite de Giuseppe Bianchi, Raggualio delle Antichità et rarità che si Conservano nella Galleria Mediceo-Imperiale fi Firenze, paru en 1759, et en ce qui concerne Rome, il puise à l'évidence nombre de renseignements dans deux guides, Itinerario Istruttivo di Roma de Vasi (1763) et, de façon encore plus appuyée, l'anonyme Roma Antica e Moderna: ossia Nuova Descrizione di tutti gli edifici antichi e moderni, tanto sagri, quanto profani della città di Roma, ce dernier ouvrage heureusement bourré, selon lui, d'annotations historiques intéressantes (curious) ; si utile en réalité qu'il en reproduit certains passages, ses traductions se fondant dans le récit de façon si naturelle qu'à moins qu'il ne le signale, il est impossible de les déceler.
Comme les derniers ouvrages mentionnés n'étaient que peu accessibles aux lecteurs anglais ne sachant lire les langues étrangères, leur usage par Smollett témoigne de l'ampleur des sources avec lesquelles il a su documenter son récit, en même temps que sa sélection, et la critique qu'il en fait, soulignent l'acuité de son discernement. Preuve aussi qu'il a rédigé les lettres avec le plus grand soin est le fait que celles qui concernent le voyage italien ont pratiquement toutes été écrites à Nice, vraisemblablement avec les ouvrages cités à portée de main.

#### La forme épistolaire
Bien des auteurs de récits de voyages ont utilisé le genre épistolaire au XVIIIe siècle ; c'était-là façon de rendre le compte rendu plus intime et moins sèchement factuel. Smollett a l'art de transmettre au lecteur l'excitation intellectuelle qu'il éprouve à la découverte des monuments célèbres, comme le montrent ses digressions sur le Pont du Gard ou sur son entrée à Rome. De plus, son regard s'oriente selon ses propres compétences, en médecin à propos de l'absence d'hygiène, en amateur éclairé sur l'art de construire les ponts et les aqueducs, etc. Ainsi, la lettre à son correspondant dépasse cet intermédiaire, fictif ou non, et touche un lecteur-type bien identifié, capable de se reconnaître comme tel, le gentleman cultivé, au fait des aléas de la diplomatie, des problèmes esthétiques du goût, des tenants et aboutissants de l'Histoire ; lecteur d'autant plus sollicité que son intérêt est soutenu par quelques expressions personnalisées et surtout, nombre d'anecdotes amusantes et de réflexions personnelles.
L'effet cumulatif de cette forme épistolaire est particulièrement prégnant dans le rapport complet que Smollett rédige sur Nice, occupant trois grands pans de lettres, XVIII et XIV, XVI à XXIV, XXXVIII, avec l'analyse historique, géographique, politique, économique, sociale et culturelle de la cité. La minutie apportée au détail se mesure, par exemple, à l'étalonnage précis que l'auteur fait des arènes de Cemenelum à Cimiez, qu'il a pris soin de recalculer avec de la ficelle d'emballage (packthread), ou encore dans ses relevés quotidiens de la situation météorologique, et cela sans la moindre interruption pendant les dix-huit mois de son séjour.

#### L'apport de Smollett à la langue
Smollett a utilisé beaucoup de mots ou d'expressions d'origine française et italienne, la plupart concernant des façons d'être ou des objets très précis. La liste complète en est longue, mais si grand a été l'impact de son livre dès sa parution que certains ont été assimilés par la langue anglaise en peu de temps. Avec les siècles, nombre d'entre eux sont retournés à l'anonymat, mais il en demeure de particulièrement vivaces, dont le parler s'est emparé et qui font partie du vocabulaire courant, parfois avec une signification légèrement détournée. Ils se rapportent le plus souvent à la nourriture, aux moyens de communication, à la marine et aux mœurs. Quelques-uns se trouvaient déjà chez des auteurs de renom plus ou moins contemporains, tel Samuel Johnson, Joseph Addison, James Boswell, John Evelyn, Lady Mary Montagu, Thomas Gray, Lord Chesterfield et Jonathan Swift. Dans leur majorité, cependant, c'est à Smollett seul qu'ils doivent leur implantation en Grande-Bretagne. Certains seront plus tard employés par d'autres grands écrivains du XIXe siècle, particulièrement des Français comme Alexandre Dumas et Stendhal, mais il s'agit-là d'une coïncidence due au commerce de ces auteurs avec la culture italienne, sans qu'aucune dette ne puisse avoir été contractée envers l'auteur de Voyages à travers la France et l'Italie.

Une berline.
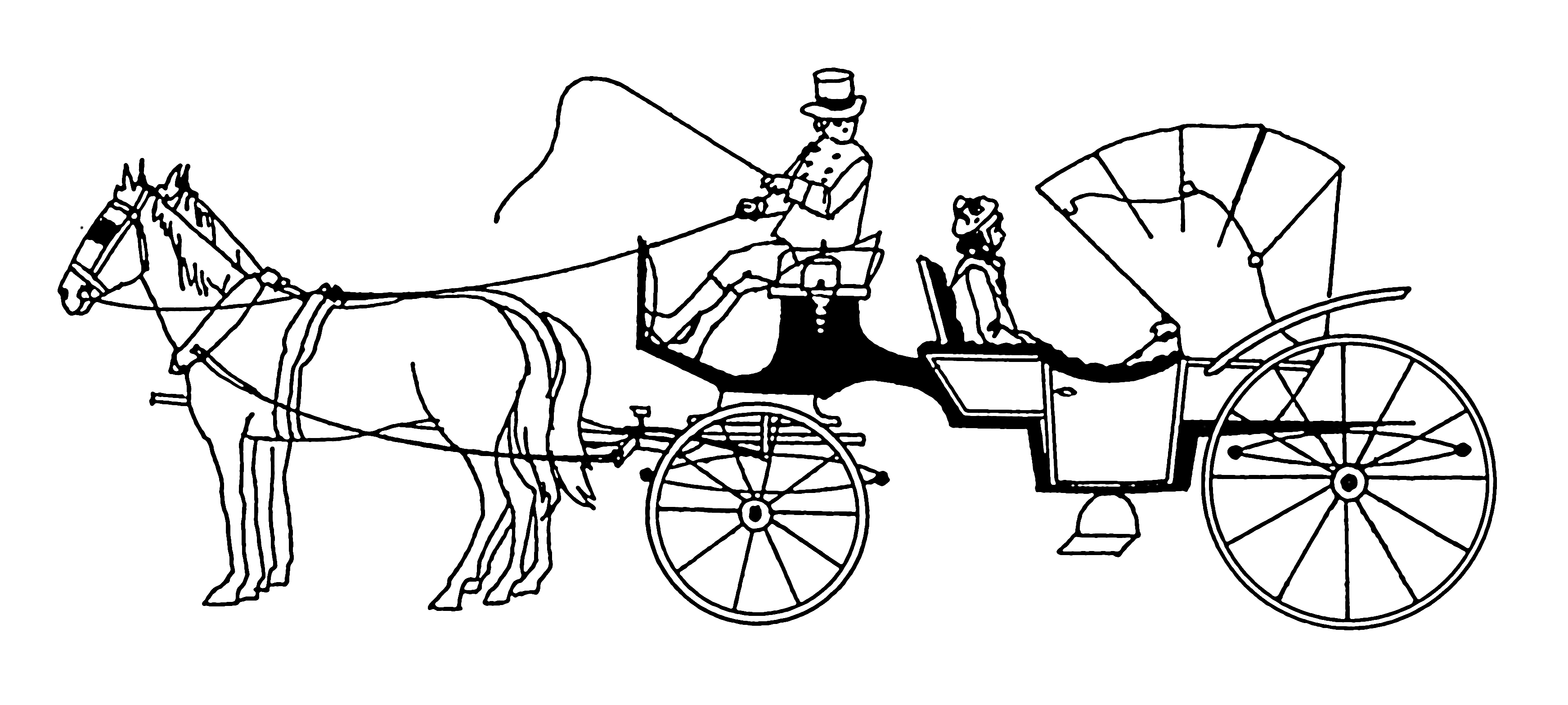
Une calèche.
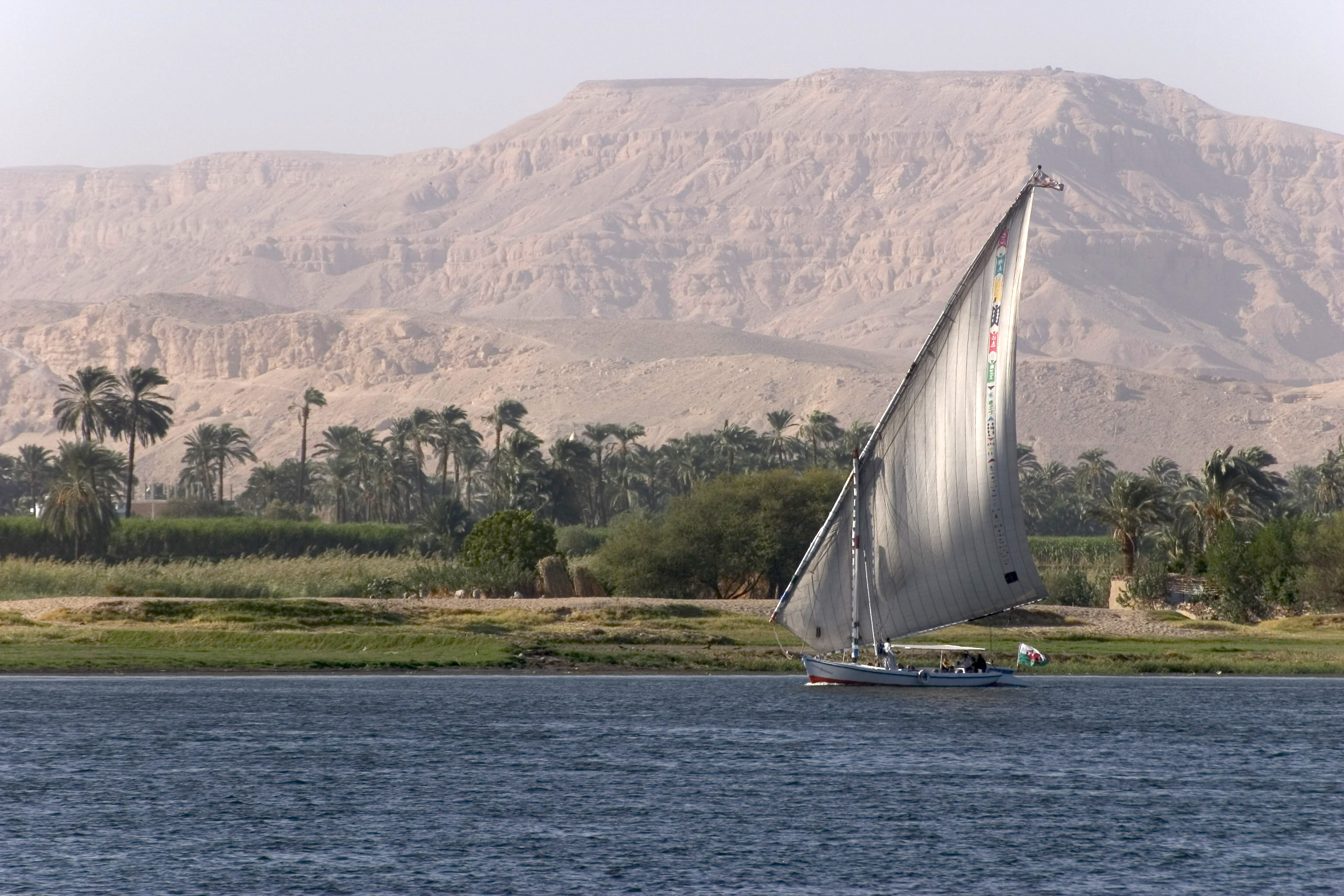
Une felouque.
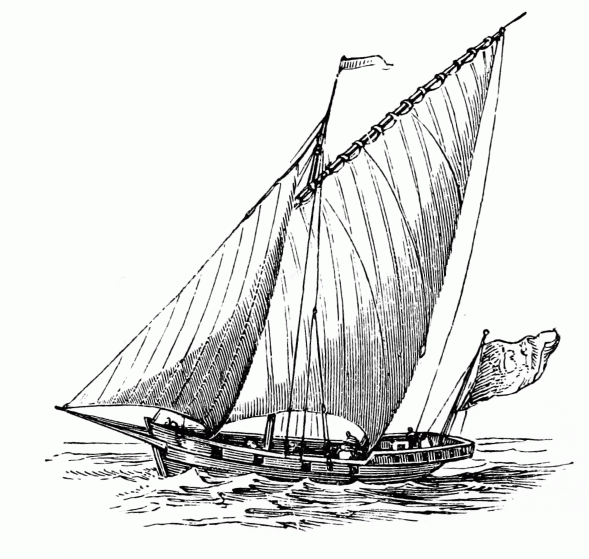
Une tartane.

Au registre du voyage appartiennent des mots comme berline, calesse, cambiatura, felucca, tartane : si Swift et Chesterfield emploient également le premier c'est Smollett qui l'a popularisé, et il devient encore plus célèbre vers la fin du siècle lorsque le roi de France tente sa fuite à Varennes ; calesse, ou calash, lui, est l'ancêtre de calèche ; quant à cambiatura et felucca, le premier se réfère aux relais de poste, alors usuels en Angleterre, mais rares en Europe, excepté en Toscane, et le second n'est autre que le mot arabe pour un caboteur ; tartane désigne une calèche ouverte à deux roues. Le temps et les intempéries sont représentés par bise, que Smollett orthographie bize, le vent du Nord, Nord-Est dégageant le ciel, mais glacé en hiver, par exemple le Maestral (« Mistral »), le plus froid jamais rencontré, et aussi par valanches (« avalanches »), aux dangers évoqués dans la lettre XXXVIII.
L'habitat et la vie domestique apportent leur lot d'emprunts, le brasiere, un brasero en forme de plateau chauffé au charbon-de-bois ou aux olives séchées utilisé à Nice pour couper le froid des pièces ; la cassine, de l'italien cassina, petite bicoque en plein champ passée à la chaux, que Smollett utilise pour décrire d'humbles résidences d'été (lettre XXIV), sans doute l'ancêtre de la cabane. À l'intérieur des demeures se trouvent le corridore, que John Evelyn et Johnson ont utilisé avec l'orthographe aujourd'hui connue (corridor), et la douche, de l'italien doccia, sans doute expliqué au public anglais pour la première fois. L'art de vivre comprend la conversazione que Thomas Gray avait employé en 1710 pour assemblée, mais que Smollett rétablit en son véritable sens. Il arrive que des corinth soient dégustés ou incorporés à des plats, en réalité une forme de raisin sec (« raisins de Corinthe ») que l'anglais moderne appelle currants. Il en est de même pour garum, la sauce privilégiée par les Romains, à la fois condiment et boisson ; macaroni (lettre XXVI) se trouve avec son sens actuel, mais aussi pour évoquer de façon péjorative les habitants de la péninsule italienne ; liqueur (/lɪˈkjʊər/), la « liqueur », à ne pas confondre avec liquor (/'lɪkə/) signifiant toute boisson fortement alcoolisée, est resté tel quel dans l'anglais moderne, usage que Johnson a en son temps trouvé affecté, pédant et inutile. La polenta, à base de maïs, est évoquée non pas tant pour ses apports caloriques que pour ses vertus curatives des affections bronchiques (lettre XXII). Enfin villeggiatura désigne une retraite campagnarde (lettre XXIX).
Dans les autres registres, sont redevables d'être passés dans la langue les mots tip (pourboire), sigisbeo (lettre XVII), gabelle, improvisatore (lettre XXVII), ayant perdu son « e » final en anglais moderne, Preniac, sans doute un cru bordelais de Preignac en transit pour le Nord de l'Angleterre, en particulier Bradford, petit vin gouleyant trouvé à Boulogne, etc.

#### Ultimes révisions
Smollett a eu pleinement conscience de l'hostilité qu'a suscitée son livre après les deux années de son état de grâce. Nulle mention n'en est faite dans sa correspondance après une lettre du 17 janvier 1767 adressée à Elizabeth Gunning, duchesse de Hamilton, pour solliciter son intervention afin qu'il obtienne le poste de consul à Nice. Encore date-t-elle d'une année avant le coup dévastateur porté par Sterne et le départ définitif pour l'Italie où Smollett passa les dernières années de sa vie près de Livourne.
Il est également significatif que cet ultime séjour fut consacré non seulement à la rédaction de son chef-d'œuvre, L'Expédition de Humphry Clinker, mais aussi à la constante révision des Voyages à travers la France et l'Italie, en particulier des descriptions de Pise et de Florence, où certaines erreurs ont été corrigées, par exemple sur la construction des galères ou encore l'éloge appuyé du conservateur de la Galerie des Offices, plus tard condamné à la prison à vie pour avoir volé et vandalisé les trésors dont il avait la garde.
Ces modifications, cependant, ne remettent nullement en cause l'ordonnance et la conception de l'ouvrage, signe que Smollett est resté de bout en bout fidèle à ses principes d'écriture, même et surtout sous le feu de la critique, son impénitence ne pouvant que confirmer l'exceptionnelle et puissante originalité de son ouvrage.

#### Texte
- (en) Tobias George Smollett et Robert Anderson, The Miscellaneous Works of Tobias Smollett, M.D. : With Memoirs of His Life and Writings, vol. 1, Édimbourg, S. Doig & A. Stirling, 1811.
- (en) Tobias Smollett et Frank Felsenstein (introduction et notes), Travels through France and Italy, Oxford, Oxford University Press, coll. « World's Classics », 1981 (ISBN 0-19-283634-X).
- (en) Tobias Smollett, Ted Jones et Thomas Seccombe (introduction et notes), Travels through France and Italy, Paris, Taris Press Paperpacks, 2010, 336 p. (ISBN 978-1-84885-305-8).

#### Traductions
- (en) Tobias Smollett (trad. de l'anglais par Edouard Pilatte et Jacqueline Engert, extrait de Travels through France and Italy, 1766), Lettres de Nice. Sur Nice et les environs. Registre du temps, novembre 1763-mars 1765, Spéracèdes, Alpes-Maritimes, Tac Motifs, 1993, 208 p. (ISBN 2-906339-15-6).
- (en) Tobias Smollett et André Fayot (traduction et présentation) (trad. de l'anglais), Voyages à travers la France et l’Italie, Paris, José Corti Éditions, coll. « Domaine romantique », 1994, 395 p. (ISBN 2-7143-0505-9).

#### Biographies
- Paul-Gabriel Boucé, Esquisse biographique, Les Romans de Smollett, étude critique, Paris, Didier, 1971, p. 29-68.
- (en) Lewis M. Knapp, Tobias Smollett, Doctor of Men and Manners, New York, Russell and Russell, 1963, 362 p. — biographie de référence.
- (en) Jeremy Lewis, Tobias Smollett, Londres, Jonathan Cape, 2003, 316 p. (ISBN 0-224-06151-8).

#### Ouvrages susceptibles d'avoir été connus de Smollett
- (en) Joseph Addison, Remarks on several parts of Italy, &c. in the years 1701, 1702, 1703, Londres, J. and R. Tonson and S. Draper, 1745 (1re éd. 1705).
- Charles de Brosses, Lettres familières écrites d’Italie à quelques amis en 1739 et 1740, Paris, Poulet-Malassis et de Broise, 1848 (1re éd. 1740), 344 p. — Lire sur wikisource : « Lettres de Charles de Brosses » (consulté le 26 mars 2016)..
- (en) J. Coote (2 vols., folio), A New Geographical Dictionary, containing a Full and Accurate Account of the several Parts of the Known World, Londres, 1739 (réimpr. 1760).
- (en + fr) Pierre-Jean Grosley, Nouveaux Mémoires ou observations sur l’Italie et sur les Italiens, par deux gentilshommes suédois, Londres, J. Nourse, 1764 (réimpr. 1770, 5 vol. in-12 ; Londres, Lausanne, 1770, 3 vol. in-12; 1774, 4 vol. in-12), 3 vol. in-12.
- (en) Pierre-Jean Grosley (trad. Thomas Nugent), New Observations on Italy, Londres, J. Nourse, 1769.
- (en) Thomas Jefferys, A description of the maritime parts of France, containing a particular account of all the fortified towns, forts, harbours, bays, and rivers, with their tides, currents, soundings, shoals, &c., also of all manufactures, and articles of commerce, and of the most remarkable invasions, sieges, and sea-fights, which have happened on or near that coast. Illustrated with charts of the sea-coast, and plans of all the fortified places on it. Collected from the best authorities. Engraved by Tho. Jefferys … To which are prefixed, a glossary, and plans of the several parts of fortification, on two plates, to explain the terms made use of in the work, Londres, 1761.
- (en) Bernard de Montfaucon, Travels of the Learned Dr. Montfaucon from Paris through Italy, Londres, J. Tonson and J. Watts, 1725 (1re éd. 1712).
- (en) John Northall, Travels through Italy; containing new and curious Observations on that Country. … With the most authentic Account yet published of capital Pieces in Painting, Sculpture, and Architecture that are to be seen in Italy, &c, Londres, S. Hooper, 1766.
- (en) Stephen Whatley (trad. Tyssot de Patot), The Travels and Adventures of J. Massey [« Voyages et avantures [sic] de Jacques Massé »], Londres, J. Watts, 1710 (réimpr. 1743), 350 p..

#### Écrits généraux
- (en) James Boswell, The Life of Samuel Johnson, LL. D., Comprehending an Account of His Studies, and Numerous Works, in Chronological Order : A Series of His Epistolary Correspondence and Conversations with Many Eminent Persons; and Various Original Pieces of His Composition, Never Before Published; the Whole Exhibiting a View of Literature and Literary Men in Great Britain, for Near Half a Century During which He Flourished, vol. 2, Londres, J. Brumby, 1824.
- (en) Warren Hunting Smith, Originals Abroad, The Foreign Careers of Some Eighteenth Century Britons, New Haven, Yale University Press, 1952.
- (en) John Locke, The Educational Writings of John Locke, éd. James T. Axel, Cambridge, Cambridge University Press, 1968, « Some Thoughts Concerning Education ».
- (en) John F. Sena, « Smollett's Persona and the Melancholic Traveler: An Hypothesis », Eighteenth-Century Studies, Johns Hopkins Press, vol. 1, no 4,‎ 1968, p. 353-369.
- Georges Rohault de Fleury, Les monuments de Pise au Moyen Âge, Paris, A. Morel, 1886
- (en) Peter Adam, Pasquale Paoli : an enlightened hero 1725-1807, Archon Books, 1970 (ISBN 0-208-01031-9), p. 117.
- (en) Robert D. Spector, Tobias Smollett : A Reference Guide, Boston, G. K. Hall, 1980.
- (en) Christopher Hibbert, The Grand Tour, Londres, Thames Methuen, 1987, 156 p., 154 illustrations en noir et en couleur.
- Jean Viviès, Le récit de voyage en Angleterre au XVIIIe siècle. De l'inventaire à l'invention, Toulouse, Presses universitaires du Mirail, coll. « interlangues littérature », 1999, 189 p. (ISBN 2-85816-455-X, lire en ligne).
- Antoine Eche (dir.), Alexandre Duquaire et Nathalie Kremer, Les genres littéraires et l'ambition anthropologique au XVIIIe : Expériences et limites, Leuven-Paris, Éditions Peeters, coll. « La République des Lettres » (no 27), 2006, 194 p. (ISBN 978-90-429-1704-0, lire en ligne).
- Antoine Eche, « Images littéraires du Val de Loire dans les récits britanniques au XVIIe et XVIIIe siècles », Mémoires de la Société des sciences et lettres du Loir-et-Cher, no 61,‎ 2006.

#### Écrits spécifiques surVoyages à travers la France et l'Italie
- (en) W. J. Prowse, « Smollett at Nice », Macmillan Magazine, Cambridge, Cambridge University Press, no XXI,‎ 1870.
- (en) E. B. Chancellor, « Wogs begin at Calais », The Observer, Londres, The Observer,‎ 13 décembre 1981
- (en) Peter Miles, « A Semi-Mental Journey: Structure and Illusion in Smollett's Travels », dans The Art of Travel: Essays and Travel Writing, Londres, P. Dodd, 1982
- (en) Robert E. Kelley, « From Letter to Letter: Smollett'sTravels », dans Studies in Scottish Literature, vol. 20, Columbia, University of South Carolina, 1985, 342 p., p. 101-122.
- (en) D. Watkins, « Doctor Smollett's Riviera Cure-All », My Weekly, no 3783,‎ 14 juin 1986, p. 25-26.
- (en) Aileen Douglas, chap. 2 « Matter out of Place: Travels through France and Italy », dans Uneasy Sensations: Smollett and the Body, Chicago, University of Chicago Press, 1995, 232 p. (ISBN 0226160513), p. 27-42.
- (en) T. Bowers, « Reconstituting the National Body in Smollett's Travels trough France and Italy », Eighteenth-Century Life, Durham, N. C., Duke University Press, nos 21, 1,‎ 1997, p. 1-25.
- Marie-Joelle Ravit, Voyageurs britanniques en France et en Italie dans la seconde moitié du dix-huitieme siecle : Tobias Smollett et Laurence Sterne, Paris, Université de Paris IV, 1997, 475 p. — thèse de doctorat sous la direction de Pierre Arnaud, Études anglaises, numéro national : 1997PA040068, Worldcat : 490455153.
- Alain Bottaro, La villégiature anglaise et l’invention de la Côte d’Azur, Nice, In Situ, 2014 (DOI 10.4000/insitu.11060, lire en ligne).
- (en) Richard J. Jones, Tobias Smollett in the enlightenment : travels through France, Italy, and Scotland, Lewisburg, Bucknell University Press, 2011, 232 p. (ISBN 978-1-61148-048-1 et 1-61148-048-5, lire en ligne)

### Citations du texte original
1. ↑  « begged earnestly would convey her from a country where every object served to nourish her grief. »
2. ↑  « You insist on my being more precise on what I saw in Florence, and I shall obey the injunction ».
3. ↑  « My health is very precarious »
4. ↑  « I saw a peasant ploughing the ground with a jackass, a lean cow, and a he-goat yoked together »
5. ↑  « a grey mourning frock under a wide greatcoat, a bob-wig without powder, a veryl arge laced hat, and a meagre, wrinkled, discontented countenance ».
6. ↑  « If a Genoese gentleman gives a  entertainment once a quarter, he is said to live on the fragments all the rest of the year ».
7. ↑  « in my opinion, a poor effect ».
8. ↑  « You may guess what I felt at first sight of the city of Rome, which, notwithstanding all the calamities it has undergone, still maintains an august and imperial appearance ».
9. ↑  « In a word, I am now so well that I no longer despair of seeing you and the rest of my friends in England; a pleasure which is eagerly desired by — Dear Sir, Your affectionate humble Servant. ».
10. ↑  « a bad state of health, troubled with an asthmatic cough, spitting, slow fever, and restlessness, which demands a continual change of place, as well as free air, and room for motion ».
11. ↑  « simple birds of passage [that] allow themselves to be plucked ».
12. ↑  « If it was mine, I would cut in two parts ».

### Citations originales des commentateurs
1. ↑  « old bright smile / a glooming air ».
2. ↑  « much better with respect to disorders of the breast »
3. ↑  « a measure of Tartufism was a necessary condition of repectability ».
4. ↑  « he reproduces the common English error of ignoring how apt a Frenchman is to conceal a number of his best qualities ».
5. ↑  « A quarter of Smollett's original material would embarrass a Guide builder of more recent pattern ».
6. ↑  « we are unable to conceive any possible attitude more graceful and proper for a naked female ».
7. ↑  « I cannot help thinking that there is no beauty in the features of Venus; and that the attitude is aukward [sic] and out of character ».
8. ↑  « If he were to go again thither the Nissards would certainly knock him on the head ».
9. ↑  « the man who can travel from Dan to Beesheba, and cry 'Tis all barren —' »
10. ↑  « despite the vagaries of its reputation, the Travels has qualities that belong to the best factual travel books, being highly readable, replete with fascinationg perceptions, and […] infused with the individualistic personality of its author ».
11. ↑  « should be read like a "pocket encyclœdia" in the tradition of Voltaire, rather than as a conventional "travel narrative." ».
12. ↑  « Of infinite service to our country by giving some check to the follies of our Apes, male and female, of French Fashions and politeness, with whom we are over run ».
13. ↑  « We hazard nothing in saying, that a work of this kind does more service to Great Britain that fifty acts of Parliament for prohibiting French Fripperies and foreign commodities, or event forbidding the exportation of fools, fops, and coxcombs ».
14. ↑  « There is not a more truthful book in the language. ».